# Fernando Alonso
Fernando Alonso Díaz (* 29. Juli 1981 in Oviedo, Asturien) ist ein spanischer Automobilrennfahrer. Er ist der erste spanische Grand-Prix-Sieger und Weltmeister der Formel 1. Er ist dreimaliger Automobilweltmeister, gewann den Titel in der Formel-1-Weltmeisterschaft 2005 und 2006 und wurde 2019 in der Langstreckenweltmeisterschaft (WEC) Weltmeister.
Alonso startete von 2001 bis 2018 in der Formel 1. Nach seinem ersten Titel war er der bis dahin jüngste Formel-1-Weltmeister der Geschichte und unterbot den früheren Rekord von Emerson Fittipaldi aus dem Jahr 1972. Von 2010 bis 2014 startete Alonso für die Scuderia Ferrari, mit der er 2010, 2012 und 2013 Vizeweltmeister wurde. 2007 und von 2015 bis 2018 ging er für McLaren an den Start. 2021 kehrte er mit Alpine in die Formel 1 zurück. Nach zwei Saisons mit Alpine wechselte er 2023 zu Aston Martin. Seit 2022 hält er den Rekord der meisten Grand-Prix-Starts.
Vor seiner Formel-1-Karriere wurde Alonso unter anderem 1999 Meister der Euro Open by Nissan. 2018 und 2019 gewann er mit Toyota jeweils das 24-Stunden-Rennen von Le Mans und die 6-Stunden von Spa-Francorchamps, 2019 das 24-Stunden-Rennen von Daytona und die 1000 Meilen von Sebring.

## Karriere

### Kartsport (1984–1998)

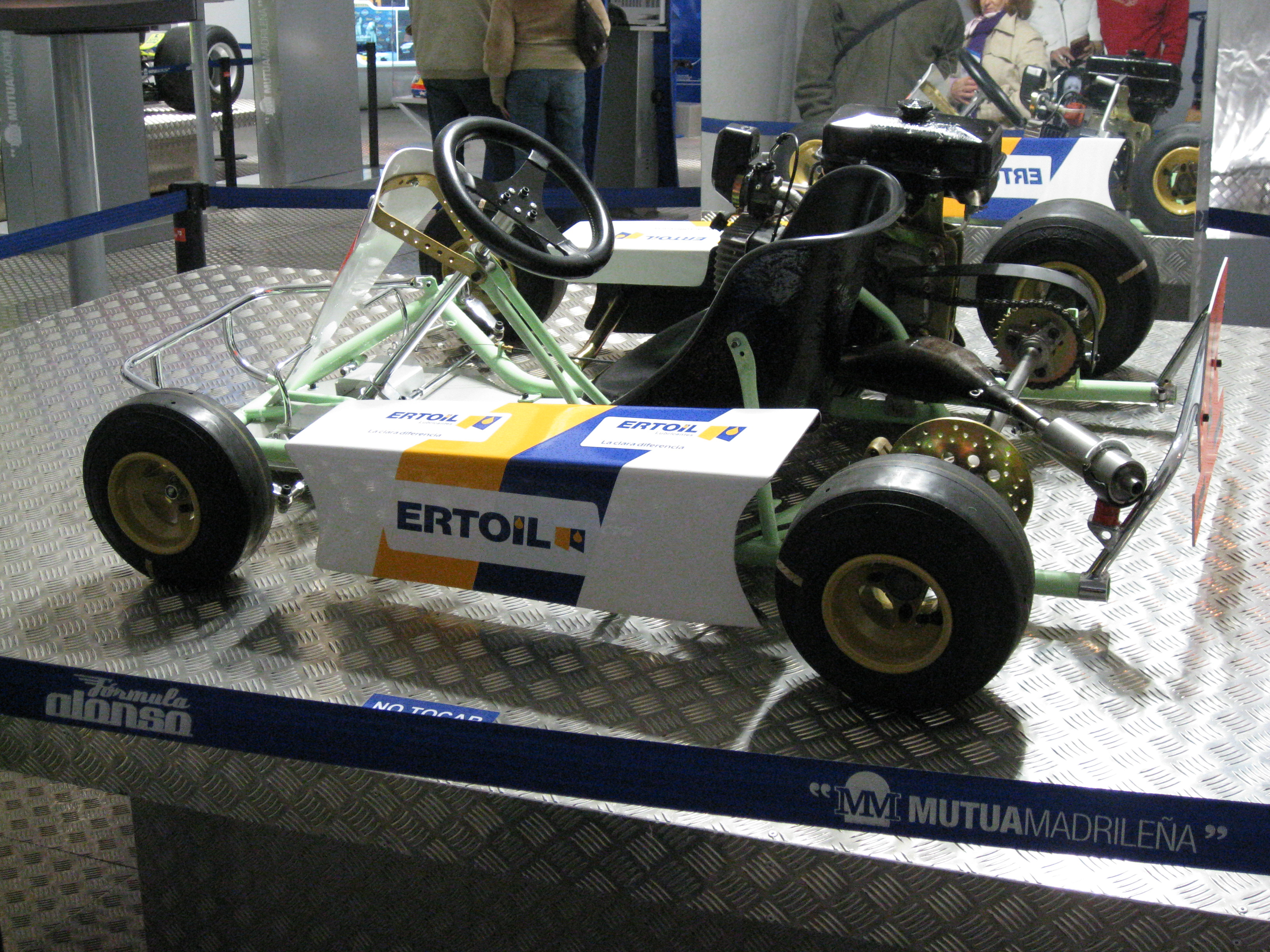
Alonsos erstes Kart

Als Alonso drei Jahre alt war, wollte sein Vater José Luis, ein Hobby-Kart-Pilot, seine Leidenschaft auch seinen Kindern vermitteln. Er baute ein Kart, das ursprünglich für Fernandos achtjährige Schwester Lorena vorgesehen war. Als sie aber kein Interesse daran zeigte, kam ihr Bruder Fernando zum Zuge.
Alonso war bis 1999 im Kartsport aktiv. Er wurde dreimal (1993, 1994 und 1995) spanischer Junioren-Kartmeister. 1996 gewann er den Fünf-Kontinente-Cup der Junioren und er wurde 1998 Vizeeuropameister der Formel A.

### Anfänge im Formelsport (1999 und 2000)

#### Euro Open Movistar by Nissan (1999)

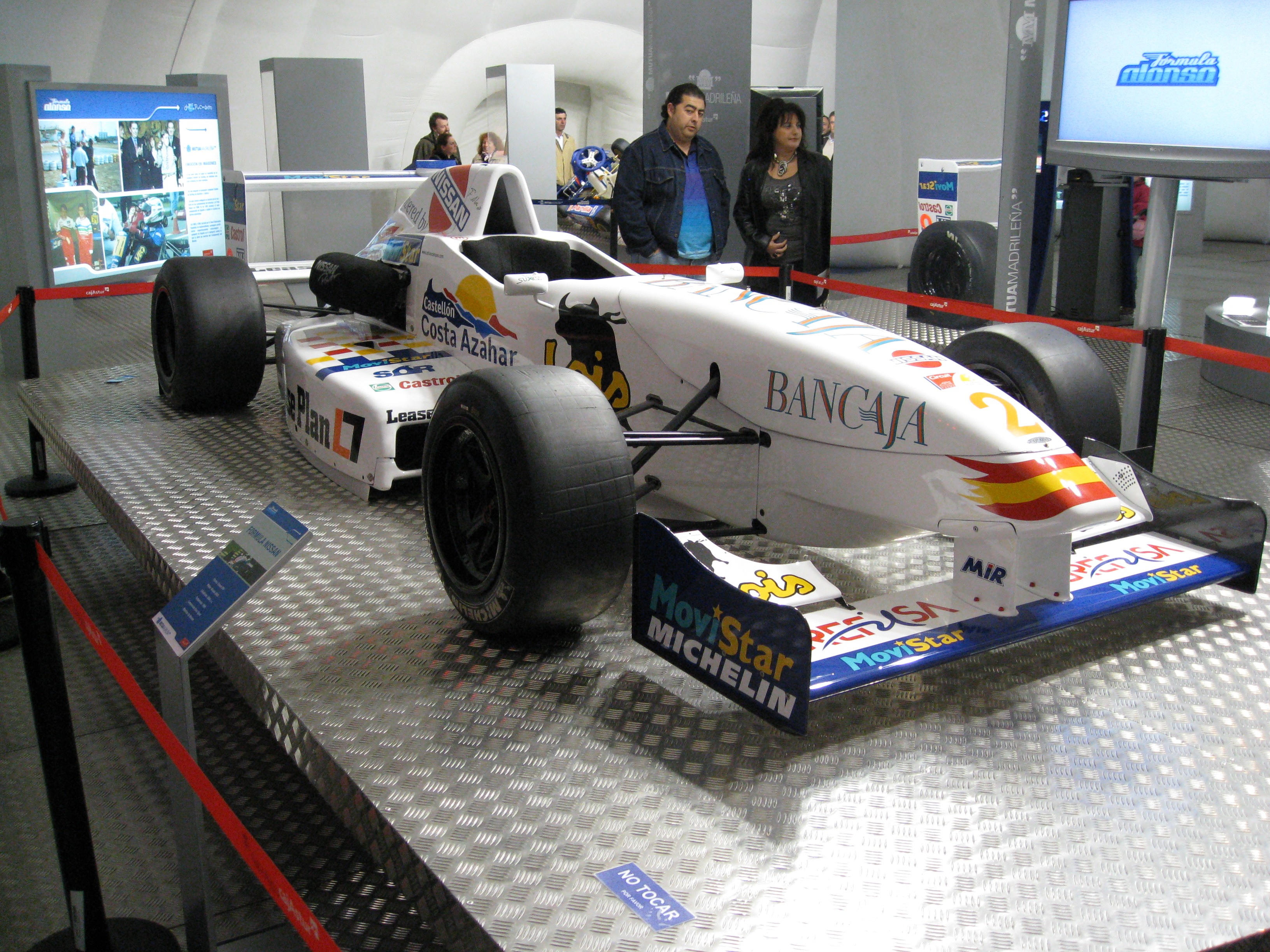
Alonsos Coloni CN1/98 aus der Euro Open Movistar by Nissan 1999

Im Oktober 1998 absolvierte Alonso seine erste Testfahrt im Monoposto auf dem Circuito de Albacete. Er fuhr einen Coloni-Nissan aus der Euro Open by Nissan von Adrián Campos Motorsport, dem Rennstall des ehemaligen Formel-1-Piloten Adrián Campos. Alonso unterbot dabei bereits am dritten Testtag die Qualifyingzeit von Marc Gené, der in dieser Saison mit Campos den Meistertitel gewonnen hatte.
1999 bildete der 18-jährige Alonso zusammen mit Antonio García das Fahrerduo von Adrián Campos Motorsport. Alonso entschied bereits das zweite Rennen für sich und erzielte insgesamt sechs Siege, neun Pole-Positions und acht schnellste Rennrunden. Mit 164 zu 163 Punkten gewann er den Meistertitel vor Manuel Gião. Sein Teamkollege García erzielte 109 Punkte und einen Sieg. Am Ende des ersten Jahres im Formelsport absolvierte Alonso bei Minardi seinen ersten Formel-1-Test. Dabei war er 1,5 Sekunden schneller als die anderen Minardi-Testpiloten.

#### Formel 3000 (2000)

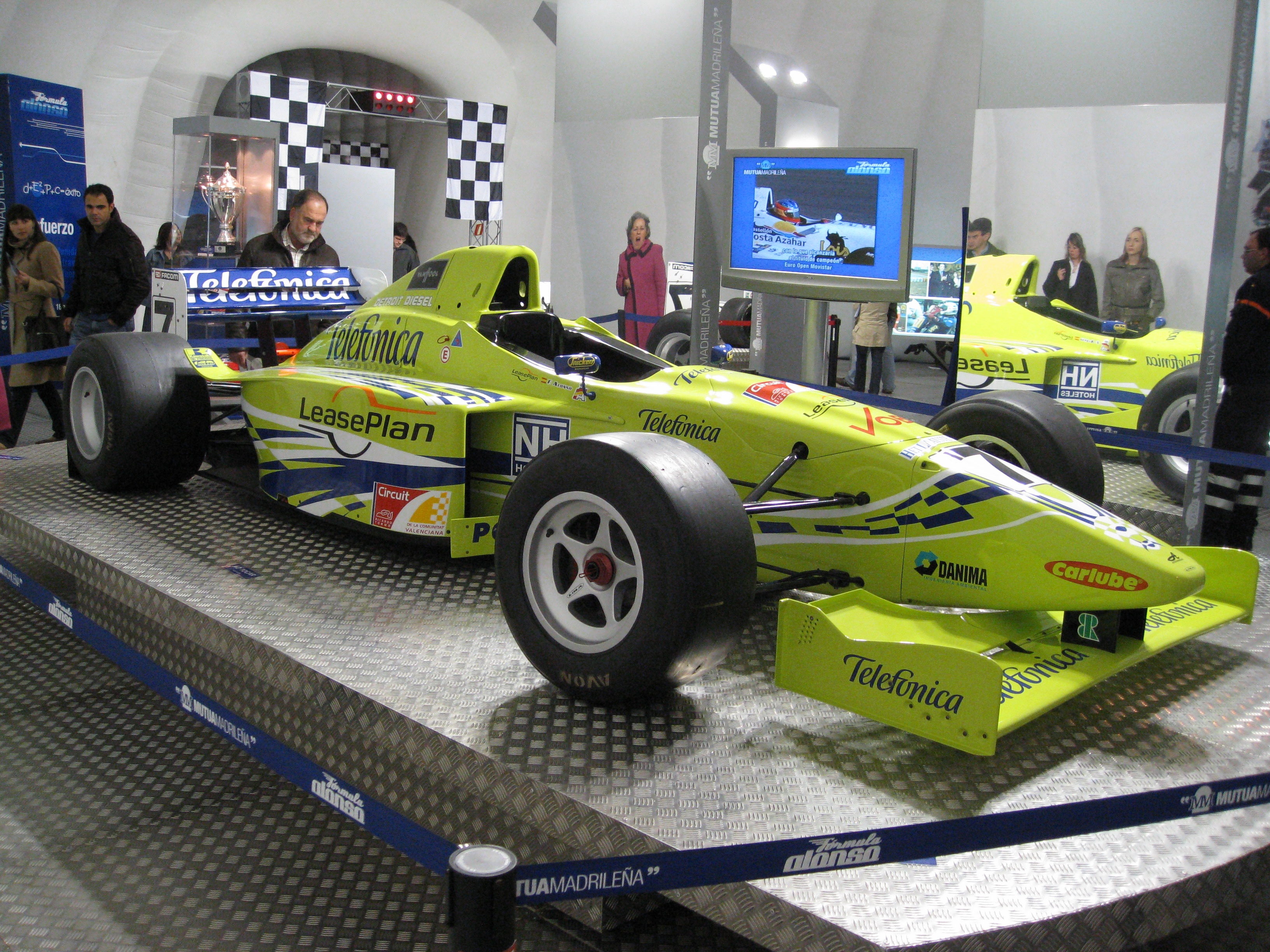
Alonsos Lola T99/50 aus dem Jahr 2000

2000 wechselte Alonso in die internationale Formel-3000-Meisterschaft ins belgische Team Astromega. Er war in dieser Saison der jüngste Fahrer dieser Rennserie. Nach sechs punktelosen Rennen folgte auf dem A1-Ring als Sechster sein erster Punkt. Beim zweitletzten Saisonrennen auf dem Hungaroring gelang ihm mit einem zweiten Platz seine erste Podest-Platzierung und beim Saisonfinale auf dem als „Fahrerstrecke“ bekannten Circuit de Spa-Francorchamps nach Pole-Position und schnellster Rennrunde sein erster Formel-3000-Sieg. Am Ende der Saison lag er hinter Bruno Junqueira, Nicolas Minassian und Mark Webber auf dem vierten Platz der Meisterschaft. Alonso hatte mehr als doppelt so viele Punkte wie seine Teamkollegen Fabrice Walfisch und Marc Goossens erzielt, die sich das zweite Cockpit teilten.
Neben seinem Engagement in der Formel 3000 war Alonso in diesem Jahr auch als Testfahrer für das Formel-1-Team Minardi aktiv. Ende 2000 erhielt Alonso einen Managementvertrag bei Flavio Briatore, dem damaligen Formel-1-Teamchef von Benetton.

### Formel 1

#### Minardi (2001)

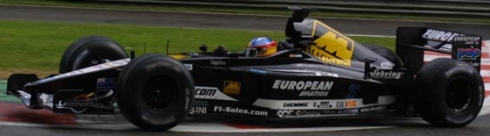
Alonso im Minardi PS01

2001 debütierte Alonso in der Formel 1. Unter Mithilfe seines Managers Briatore wurde er beim italienischen Rennstall Minardi, den vor der Saison Paul Stoddart übernommen hatte, vom Testfahrer zum Stammfahrer befördert. Er brachte 250.000 Dollar Sponsorengelder von LeasePlan mit.
Die Minardi waren wie in den Jahren zuvor im hinteren Teil des Feldes vorzufinden. Da das Team erst wenige Wochen vor dem Saisonstart vor dem Konkurs gerettet worden war, war der Minardi PS01 ein improvisiertes und erst kurz vor dem Start des ersten Grand Prix fertiggestelltes Fahrzeug (laut Paul Stoddart half Alonso notgedrungen selbst mit, das Auto zusammenzubauen). Alonso musste also mit völlig unterlegenem und ungetestetem Material sein Debüt bestreiten.
Alonsos beste Platzierung war der zehnte Platz beim Großen Preis von Deutschland, allerdings waren in diesem Grand Prix so viele Fahrer ausgeschieden, dass er dennoch auf dem letzten Platz ins Ziel kam. Beachtlicher war sein elfter Platz in Japan. Dort ließ er fünf Fahrer hinter sich. Alonso beendete die Saison auf dem 23. Platz in der Weltmeisterschaft. Damit lag er hinter seinem Teamkollegen Tarso Marques, der jedoch von zwei neunten Plätzen bei Rennen mit einigen Ausfällen profitierte. Alonso gelang es aber im Gegensatz zu Marques, der für die letzten drei Rennen durch Alex Yoong ersetzt wurde, sich zu jedem Rennen zu qualifizieren, während Marques bei einem Grand Prix an der Qualifikation scheiterte.
Speziell im Qualifying distanzierte Alonso seine Teamkollegen deutlich. Marques startete nur bei einem Rennen nicht aus der letzten Startreihe, Yoong stets vom letzten Platz. Eine bemerkenswerte Leistung erbrachte Alonso bereits beim Auftaktrennen in Australien, als er in seinem ersten Formel-1-Rennen den kaum abgestimmten Minardi PS01 für den 19. Startplatz qualifizierte und damit noch vor Gastón Mazzacane im Prost und vor Luciano Burti im Jaguar sowie vor seinem Teamkollegen Marques, der 2,6 Sekunden Rückstand auf Alonso hatte, ins Rennen ging. Er beendete das Rennen mit zwei Runden Rückstand als Zwölfter und wurde damit vor den beiden Benetton von Giancarlo Fisichella und Jenson Button gewertet. Im Verlauf der Saison ließ Alonso unter anderem als Achtzehnter im Zeitentraining in San Marino und Österreich beide Benetton-Piloten hinter sich. Beim Großen Preis der USA erzielte er als Siebzehnter seine beste Startposition.

#### Renault – Phase 1 (2002–2006)

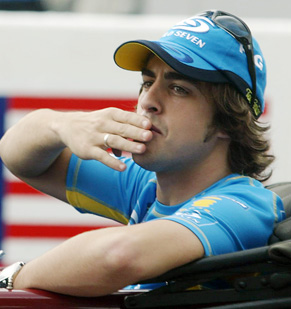
Alonso startete von 2003 bis 2006 für Renault

Alonso stand von 2002 bis 2006 bei Renault unter Vertrag. Er startete in dieser Zeit zu 70 Formel-1-Rennen, entschied 15 davon für sich und wurde zweimal (2005 und 2006) Fahrerweltmeister.

##### Erste Pole-Position, erstes Podest, erster Sieg (2002–2004)
2002 wechselte Alonso als Testfahrer zu Renault F1. Das Team war aus dem ehemaligen Benetton-Rennstall hervorgegangen und wurde von Alonsos Manager Flavio Briatore geleitet. Renault belegte in dieser Saison den vierten Platz der Konstrukteursweltmeisterschaft.
2003 erhielt Alonso ein Einsatzcockpit bei Renault und löste Jenson Button ab. Jarno Trulli, der in der vorausgegangenen Saison von Button teamintern geschlagen worden war, wurde Alonsos Teamkollege. Bereits im zweiten Saisonrennen, dem Großen Preis von Malaysia, erreichte Alonso seine erste Pole-Position. Im Rennen kam er auf dem dritten Platz ins Ziel und erzielte als erst zweiter Spanier eine Podest-Platzierung. Nach zwei weiteren Positionen auf dem Podium – dem dritten Platz in Brasilien und dem zweiten Platz bei seinem Heimrennen in Spanien – gewann Alonso als bis dahin jüngster Fahrer in Ungarn seinen ersten Grand Prix. In diesem Rennen war es ihm unter anderem gelungen, den amtierenden Weltmeister Michael Schumacher zu überrunden. Alonso beendete die Saison mit 55 Punkten auf dem sechsten Platz in der Fahrerwertung und lag damit vor Trulli, der mit 33 Punkten Achter wurde. Alonso hatte bei jedem Rennen der Saison, das er beendete, Punkte erzielt.
2004 blieb Alonso, im Gegensatz zu Trulli, der ein Rennen gewann, ohne Sieg. Ein zweiter Platz beim Großen Preis von Frankreich war seine beste Platzierung. Darüber hinaus erzielte er mit drei dritten Plätzen weitere Podestplatzierungen in Australien, Deutschland und Ungarn. Trulli, der nach dem 10. von 18 Rennen keine Punkte mehr erzielte, wurde drei Rennen vor Saisonende durch den ehemaligen Weltmeister Jacques Villeneuve ersetzt. Zum Zeitpunkt der Entlassung lag Trulli in der Weltmeisterschaft mit 46 Punkten einen Punkt knapp vor Alonso. Anders als Villeneuve, der punktelos blieb, beendete Alonso die Saison mit 59 Punkten auf dem vierten Platz.

##### Erster Weltmeistertitel (2005)

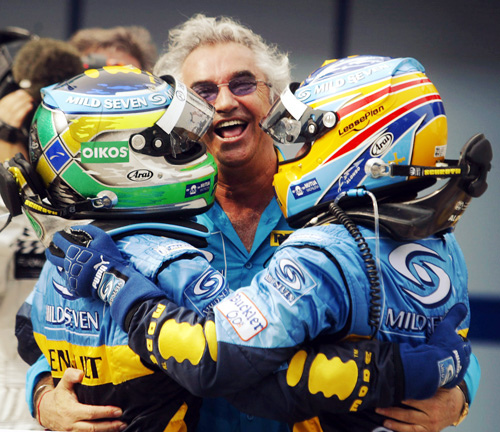
Fisichella (links) und Alonso (rechts) zusammen mit Renault-Teamchef Flavio Briatore 2006

2005 erhielt Alonso mit Giancarlo Fisichella einen neuen Teamkollegen. Nachdem Fisichella den Saisonauftakt in Australien für sich entschieden hatte und Alonso Dritter geworden war, folgten bei den nächsten drei Grands Prix in Malaysia, Bahrain und San Marino drei Siege von Alonso, der damit die Führung der Weltmeisterschaft übernahm. In San Marino gelang es Alonso zudem mit einem Duell gegen Michael Schumacher, seinen Kontrahenten, der über das schnellere Auto verfügte, im letzten Renndrittel hinter sich zu halten. Alonso beschrieb seine Taktik folgendermaßen: „Ich musste mein Auto und meine Reifen schonen und griff daher ganz tief in die Trickkiste. Meine einzige Chance bestand darin, vor den langsamen Passagen extrem zu verzögern. Ich bremste stärker als normal, um Michael aufzuhalten. Während des Herausbeschleunigens aus den Kurven konnte er deshalb nie weit genug aufschließen, um mich am Ende der Geraden zu überholen.“
Nach dem zweiten Platz in Spanien und dem vierten in Monaco fuhr Alonso beim Großen Preis von Europa auf dem Nürburgring zu einem weiteren Sieg. Er profitierte dabei von einem Ausfall Kimi Räikkönens. Räikkönen fiel in der letzten Runde in Führung liegend aus. Ursache war ein Aufhängungsbruch, möglicherweise durch einen vibrierenden Reifen nach starkem Verbremser gegen Rennmitte ausgelöst. Räikkönen, der sich in dieser Saison als härtester Gegner für Alonso im Duell um die Weltmeisterschaft erwies, verfügte zwar über das wahrscheinlich schnellste Auto im Feld, jedoch warfen ihn technische Defekte immer wieder zurück.

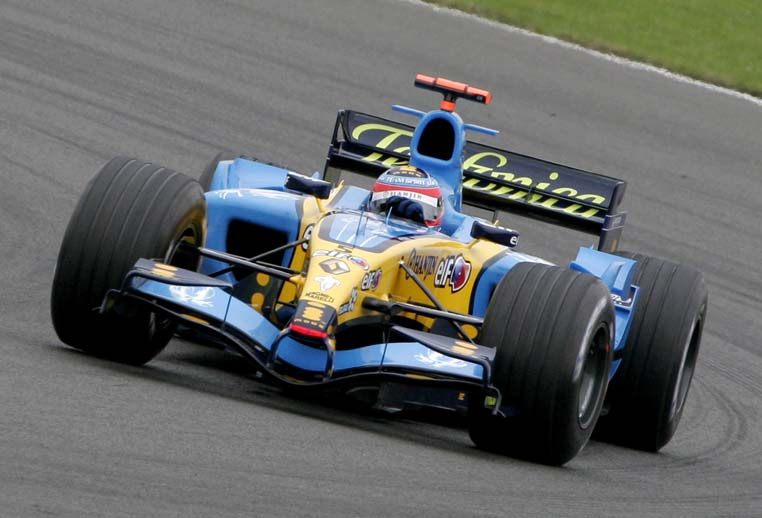
Alonso im Renault R25 beim Großen Preis von Großbritannien 2005

Nachdem Alonso in den zwei nordamerikanischen Rennen ausgefallen war, baute er seinen Vorsprung in der Fahrerwertung mit zwei Siegen in Frankreich und Deutschland sowie dem zweiten Platz in Großbritannien weiter aus. Nach dem zwölften Rennen führte er mit 87 zu 51 Punkten vor Räikkönen. In den nächsten Rennen beschränkte er sich deshalb darauf, den Vorsprung zu verteidigen. Während Räikkönen drei der nächsten vier Rennen gewann, kam Alonso dreimal als Zweiter ins Ziel. Damit war es ihm möglich, bereits im drittletzten Saisonrennen in Brasilien die Weltmeisterschaft zu gewinnen; der dritte Platz in diesem Rennen reichte ihm zur vorzeitigen Titelentscheidung. Damit wurde Alonso im Alter von 24 Jahren zum bis dahin jüngsten Formel-1-Weltmeister und zum ersten spanischen Träger dieses Titels.
Beim vorletzten Rennen wurde Alonso in Japan Dritter und beendete die Saison anschließend in China mit seinem siebten Saisonsieg. Mit 133 Punkten erzielte er mehr als doppelt so viele Punkte wie Fisichella (58 Punkte).

##### Zweiter Weltmeistertitel (2006)

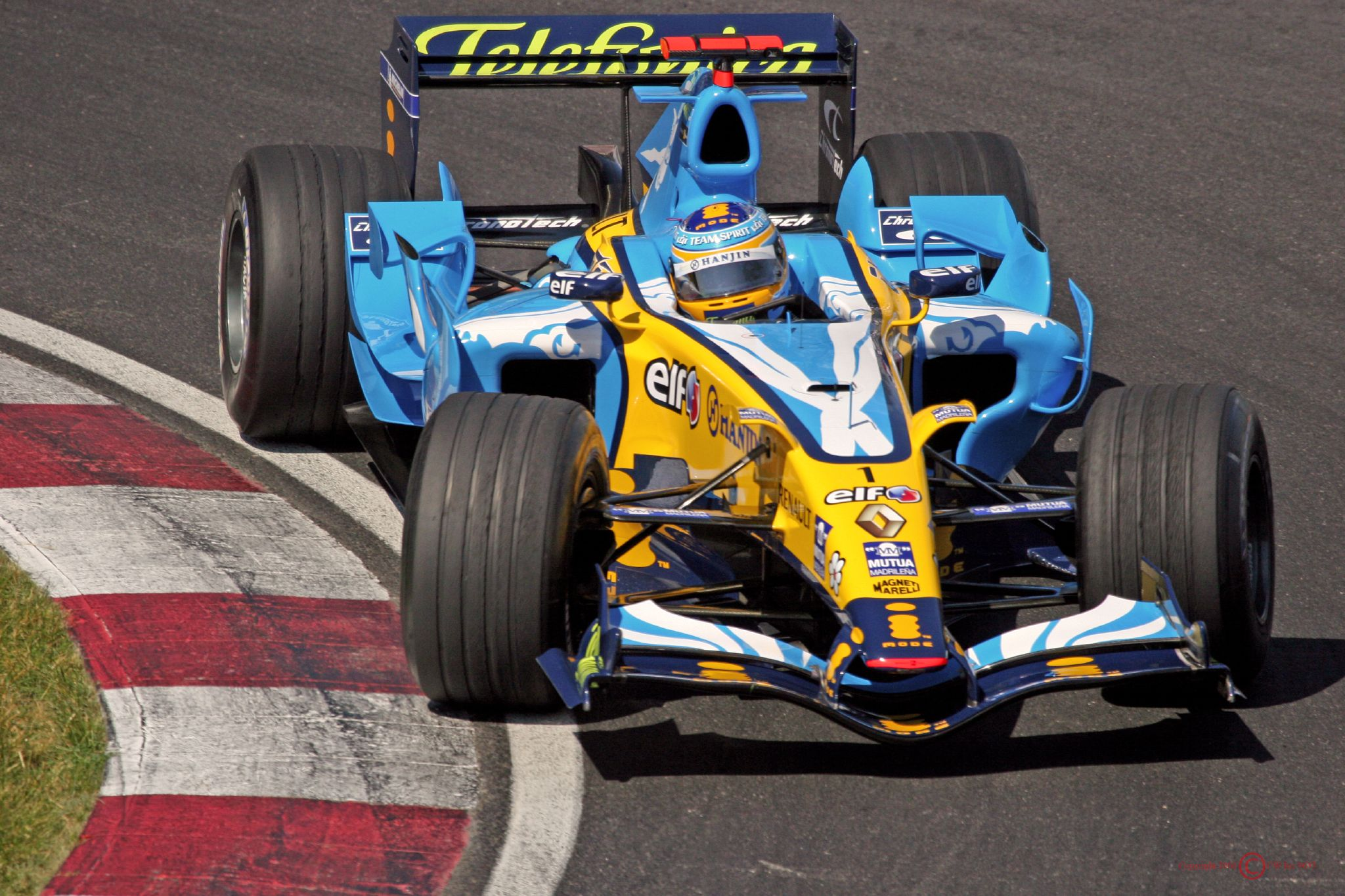
Auf dem Weg zum Sieg beim GP Kanada 2006

Bereits vor dem Beginn der Formel-1-Weltmeisterschaft 2006 wurde bekannt, dass Alonso Renault am Ende des Jahres in Richtung McLaren verlassen würde und er seinen Managementvertrag mit Briatore aufgelöst hatte.
In der ersten Saisonhälfte gewann Alonso sechs Rennen und wurde dreimal Zweiter. Schon im ersten Rennen, dem Großen Preis von Bahrain kam es zu einem Duell mit Michael Schumacher, der in dieser Saison sein härtester Gegner im Titelkampf wurde. Nach dem zweiten Platz in Malaysia und einem Sieg in Australien kam es beim Europaauftakt in San Marino zu einer Wiederholung des Duells mit Schumacher aus dem Vorjahr. Die Rollen waren jedoch getauscht und es war diesmal Alonso, der als Zweiter über das schnellere Auto verfügte, aber nicht am führenden Schumacher vorbeikam. Nach einem weiteren zweiten Platz hinter Schumacher in Europa entschied Alonso die vier nächsten Rennen in Spanien, Monaco, Großbritannien und Kanada von der Pole-Position startend für sich. Nach dem Ende der ersten Saisonhälfte führte Alonso in der Fahrerwertung mit 84 zu 59 Punkten vor Schumacher.

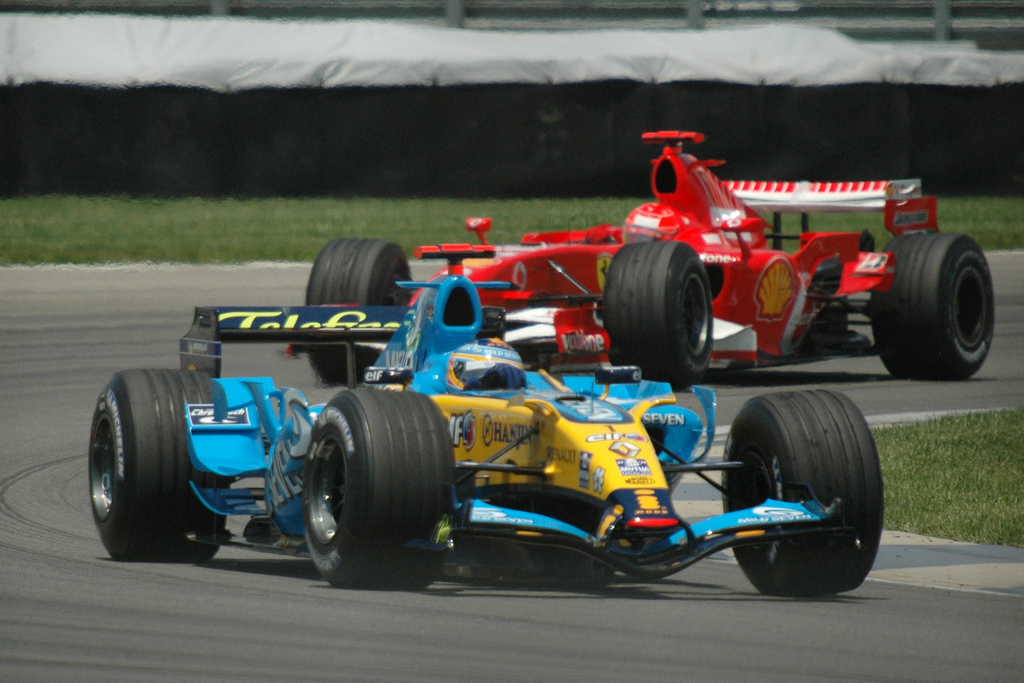
Wie am Saisonende lag Alonso auch hier vor Michael Schumacher

In der zweiten Saisonhälfte schloss Schumacher mit fünf Siegen aus den ersten sieben Rennen jedoch wieder zu Alonso auf, der in dieser Phase drei zweite Plätze in Frankreich, der Türkei und China als beste Resultate erzielt hatte. In Italien profitierte Schumacher von einem Motorschaden Alonsos. Nach dem Großen Preis von China waren die beiden Rennfahrer punktgleich. Schumacher lag in Führung, weil er einen Sieg mehr als Alonso vorwies. Im zweitletzten Saisonrennen in Japan sah es zunächst nach einem weiteren Sieg für Schumacher aus, doch in der 37. Runde beendete ein Motorschaden an Schumachers Ferrari dessen Rennen. Alonso übernahm die Führung, kam als Sieger ins Ziel und ging mit einem komfortablen Vorsprung ins letzte Rennen. Er benötigte in Brasilien nur einen Punkt, während Schumacher gewinnen und auf ein punkteloses Rennen von Alonso hoffen musste. Schumacher blieb somit nur noch eine theoretische Chance beim Saisonfinale, die er infolge von Benzindruckproblemen im Training und einem unglücklichen Zwischenfall im Rennen nicht nutzen konnte. Alonso genügte der zweite Platz zur erfolgreichen Titelverteidigung. Wie bei seinem ersten Titelgewinn waren auch diesmal seine Konstanz und der technische Vorsprung Renaults zu Saisonbeginn ein entscheidender Erfolgsfaktor. Alonso übertraf zudem erneut mit 134 zu 72 Punkten Fisichella deutlich.

#### McLaren – Phase 1 (2007)
Nach seinem Wechsel zum britischen Rennstall McLaren und erfolgversprechenden Testfahrten im Winter deutete vieles darauf hin, dass Alonso auch 2007 zu den Titelfavoriten gehören würde. Nachdem Juan Pablo Montoya während der letzten Saison das Team verlassen hatte und Räikkönen zu Ferrari gewechselt war, war der Wagen neben Alonso zunächst frei. Er ging an Lewis Hamilton, den amtierenden Meister der GP2-Serie, der seine erste Saison absolvieren sollte. Pedro de la Rosa, der als Vertretung für Montoya in der Saison 2006 zu Renneinsätzen gekommen war, wurde erneut Testfahrer.

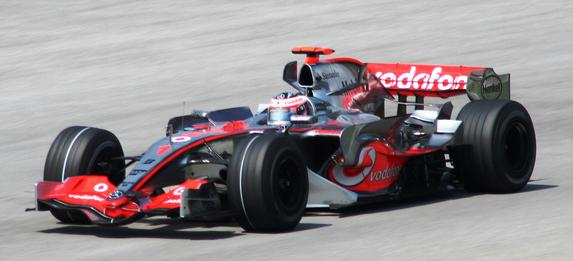
Beim Großen Preis von Malaysia erzielte Alonso seinen ersten McLaren-Sieg

Nach Platz zwei beim Saisonauftakt in Australien gewann Alonso das zweite Rennen für sein neues Team. Die damit erreichte Führung in der Weltmeisterschaft musste er aber nach dem Großen Preis von Spanien an Hamilton abtreten, obwohl er Dritter geworden war. Er litt offenbar unter Hamiltons starkem Auftreten und ließ sich zu Fehlern hinreißen. Trotz Alonsos Sieg in Monaco sowie zweiten Plätzen in den USA und in Großbritannien baute Hamilton seinen Vorsprung nach dem neunten Rennen auf 70 zu 58 Punkten aus.

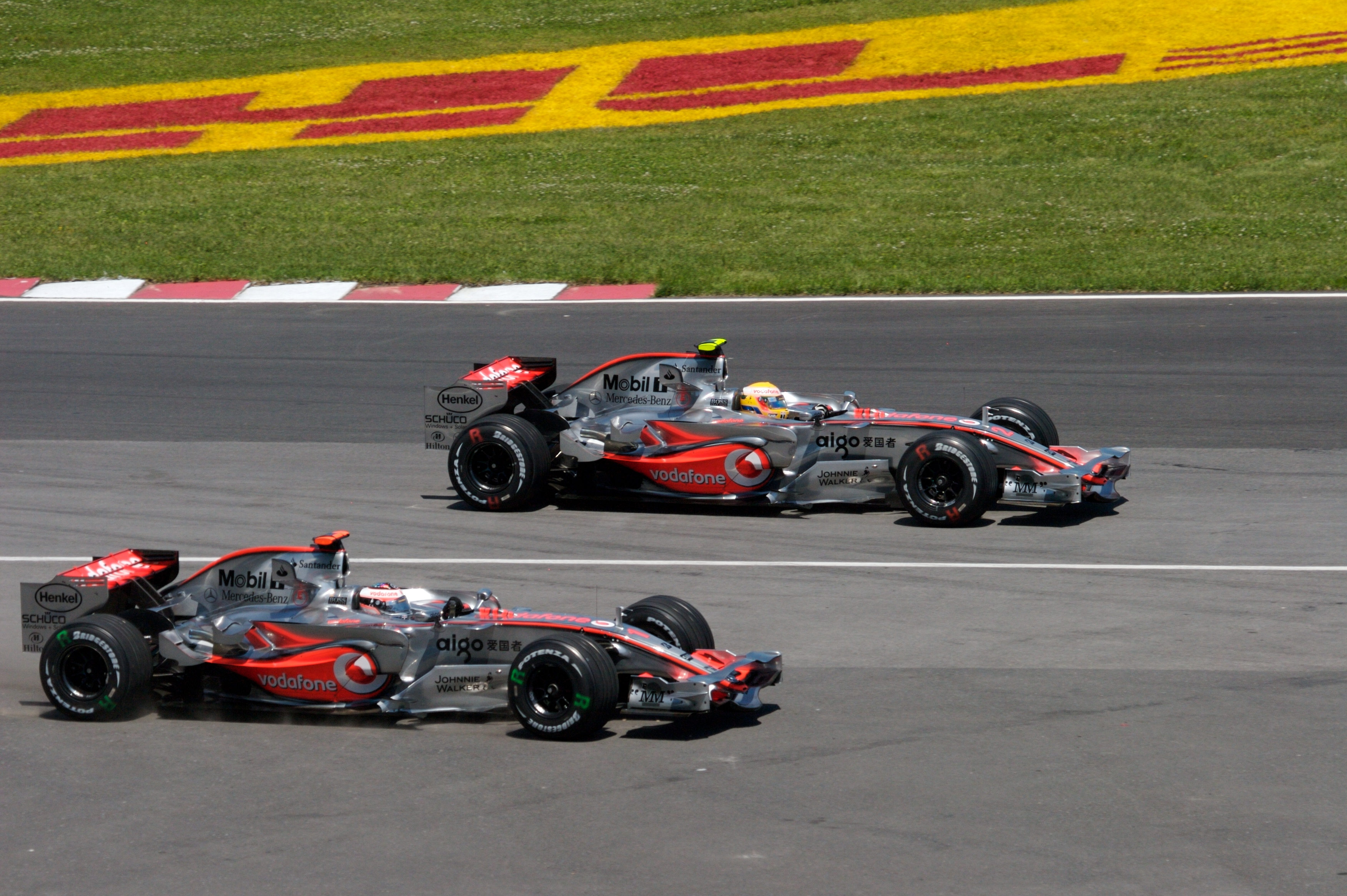
Das McLaren-Duell Alonso (vorne) - Hamilton (hinten) zog sich durch die ganze Saison 2007

Einziger ernst zu nehmender Gegner von McLaren war die Scuderia Ferrari, die mit Räikkönen und Felipe Massa ebenfalls zwei starke Fahrer hatte. Mit einem Sieg beim stark von Regenchaos geprägten Großen Preis von Europa, bei dem Hamilton punktelos blieb, machte Alonso Punkte gut. Beim nächsten Rennen, dem Großen Preis von Ungarn erreichte der Wettstreit mit Hamilton eine weitere Verschärfung: Im Qualifying blieb Alonso im letzten Segment ungewöhnlich lange bei der McLaren-Boxencrew stehen und blockierte damit seinen Teamkollegen. Sein Fahrzeug war bereits abgefertigt und er hatte das Signal zur Weiterfahrt erhalten. Dennoch blieb er aus von außen unersichtlichen Gründen in der Box stehen, sodass Hamilton hinter ihm in der Boxengasse warten musste. Hamilton war dadurch nicht mehr in der Lage, eine weitere gezeitete Runde zu fahren, um den in Führung liegenden Alonso noch von der Spitze zu verdrängen. Die Rennleitung bewertete den Vorfall als grobe Unsportlichkeit Alonsos gegen Hamilton. Sie sprach eine Strafversetzung um fünf Plätze auf Platz sechs in der Startaufstellung gegen ihn aus. Zudem beschloss die Rennleitung, McLaren wegen Stallorder für dieses Rennen alle möglichen Punkte der Konstrukteurswertung abzuerkennen. Die Fahrerwertung blieb von der Strafe unberührt. Angeblicher Hintergrund für Alonsos Verhalten war eine von Lewis Hamilton eigenmächtig geänderte Reihenfolge bei der Boxenausfahrt im Zeittraining: Entgegen der Anweisung von Teamchef Ron Dennis war Hamilton vor Alonso auf die Strecke gefahren. Im Rennen baute Hamilton mit einem Sieg den Vorsprung weiter aus, während Alonso Vierter wurde.

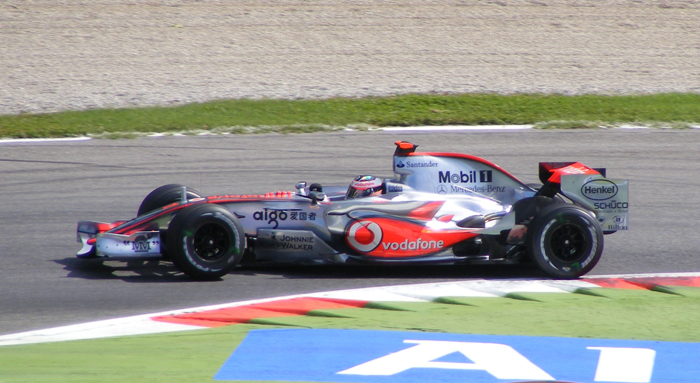
Alonso im McLaren MP4-22 in Italien, wo er den Grand Prix gewann

In den nächsten drei Rennen folgten Podest-Platzierungen: In der Türkei und in Belgien wurde Alonso Dritter, in Italien erzielte er einen weiteren Sieg. Hamilton kam bei den Rennen jeweils hinter Alonso ins Ziel, sodass Hamiltons Vorsprung drei Rennen vor Saisonende auf zwei Punkte schrumpfte. In der Zwischenzeit hatte sich allerdings auch Ferrari-Fahrer Räikkönen mit vier Siegen in Schlagdistanz zu den McLaren-Fahrern gebracht.
Während Räikkönen bei den folgenden zwei asiatischen Rennen in Japan und China Dritter bzw. Erster geworden war, fielen beide McLaren-Piloten bei einem Rennen aus. Während Alonso bei Hamiltons Sieg in Japan nicht ins Ziel kam, beendete Alonso das Rennen in China auf dem zweiten Platz. Vor dem Saisonfinale, dem Großen Preis von Brasilien, führte Hamilton mit 107 vor Alonso mit 103 und Räikkönen mit 100 Punkten. Mit einem Ferrari-Doppelsieg durch Räikkönen und Massa gewann Räikkönen den Weltmeistertitel. Alonso kam auf dem dritten, Hamilton auf dem siebten Platz ins Ziel. Am Ende des Jahres hatte Alonso mit 109 Punkten einen Punkt Rückstand auf Räikkönen und war punktgleich mit Hamilton. Da beide Fahrer gleich viele Siege (vier) erzielt hatten, Hamilton aber einen zweiten Platz mehr als Alonso vorwies (fünf zu vier), beendete Alonso die Saison hinter Räikkönen und Hamilton auf dem dritten Platz in der Fahrerweltmeisterschaft.
Überschattet wurde die Saison von der sogenannten Spionageaffäre, in die Alonsos Team McLaren verwickelt war. McLaren wurde vorgeworfen, Daten des Konkurrenten Ferrari beim Entwurf des eigenen Rennwagens verwendet zu haben, was dem Tatbestand der Industriespionage entspricht. Bereits nach den ersten Rennen wurden Vorwürfe laut, ein Ferrari-Angestellter habe geheime Daten an einen Kontaktmann bei McLaren weitergegeben. Im September wurde das McLaren-Team vor dem FIA World Council in Paris zu einer Strafzahlung von einhundert Millionen Dollar verurteilt. Zusätzlich wurden dem Rennstall alle Punkte der Teamwertung aus der laufenden Saison aberkannt. Zudem wurden die beschuldigten Mitarbeiter Mike Coughlan (McLaren) und Nigel Stepney (Ferrari) von ihren Aufgaben entbunden.
Am 2. November 2007 wurde bekannt gegeben, dass Alonso das Team bereits nach einem von drei vertraglich vereinbarten Jahren verlasse. Aussagen von Team und Fahrer zufolge trennte man sich im Einvernehmen.

#### Renault – Phase 2 (2008–2009)

##### 2008

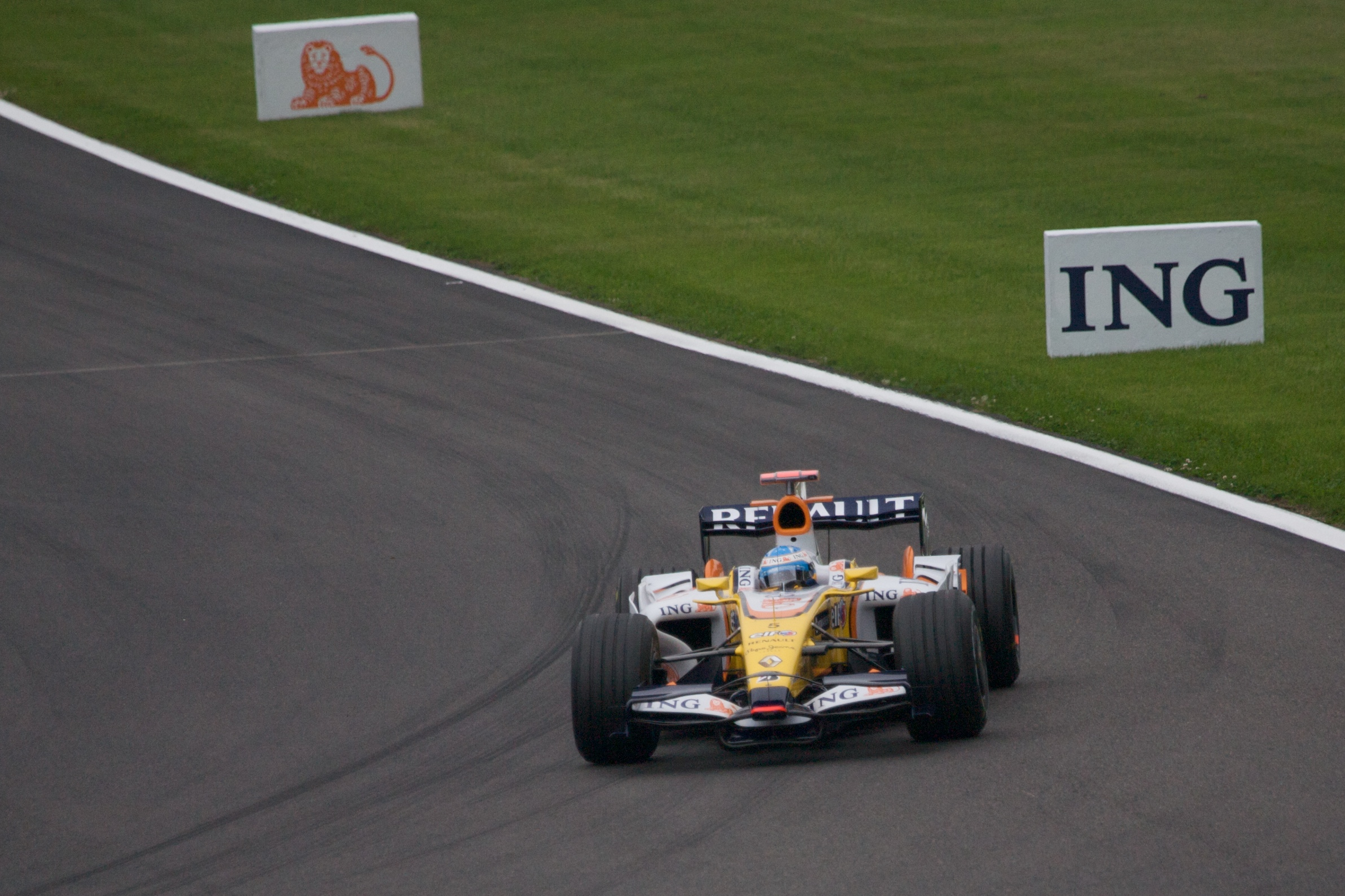
Alonso im wiedererstarkten Renault R28 (Belgien 2008)

Nach der Trennung von McLaren kehrte Alonso für die Saison 2008 wieder zu seinem alten Team Renault zurück. Sein Teamkollege wurde der Brasilianer und Formel-1-Debütant Nelson Piquet junior, der Sohn des Formel-1-Weltmeisters Nelson Piquet. Noch vor Saisonbeginn äußerte sich Alonso skeptisch über das Potenzial seines neuen Wagens: Er erwarte nicht, im Titelkampf eine Rolle zu spielen. Mit dem zunächst deutlich unterlegenen Renault erzielte er außer einem vierten Platz beim von zahlreichen Ausfällen geprägten Saisonauftakt in Australien sowie je zwei sechsten und achten Plätzen in der ersten Saisonhälfte nur 13 Punkte. Bei seinem Heim-Grand-Prix in Spanien erreichte er zwar die erste Startreihe, fiel im Rennen aber mit Motorschadens aus.
Nach drei vierten Plätzen in Ungarn, Belgien und Italien  gewann Alonso überraschend den Großen Preis von Singapur. Er erzielte zwei Trainingsbestzeiten, musste jedoch das Qualifying mit technischen Problemen vorzeitig beenden und ging von 15. Platz ins Rennen. Im Rennen hatte er einen frühen Boxenstopp. Kurz darauf löste sein Teamkollege Piquet durch einen Unfall eine Safety-Car-Phase aus, in der die Fahrer damals nicht sofort an die Box gehen durften. Davon profitierte Alonso und übernahm die Führung. Im weiteren Verlauf des Rennens behauptete er sich in dieser Position und entschied das Rennen für sich. Ein Jahr später stellte sich allerdings heraus, dass der Unfall seines Teamkollegen Piquet, der die zu Alonsos Strategie passende Safety-Car-Phase einleitete, fingiert war und Piquet auf Weisung des Teamchefs Briatore sowie des Chefingenieurs Pat Symonds an ebendieser Stelle crashte. Auch das darauffolgende Rennen in Japan gewann er im seit Saisonmitte deutlich besser gewordenen Renault R28; es war sein 21. Sieg. Nach einem weiteren vierten Platz in China wurde er mit einer guten Leistung im letzten Saisonrennen noch einmal Zweiter. Beachtlich ist, dass er trotz des eigentlich nicht siegfähigen R28 in den letzten sechs Rennen der Saison, begünstigt auch durch einige Fehler der Konkurrenz, die meisten Punkte (43) aller Fahrer holte – deutlich mehr als Weltmeister Lewis Hamilton (28 Punkte) und Vizeweltmeister Felipe Massa (33 Punkte). Teamkollege Piquet holte mit insgesamt 19 Punkten etwas weniger als ein Drittel der Punkte von Alonso (61).

##### 2009

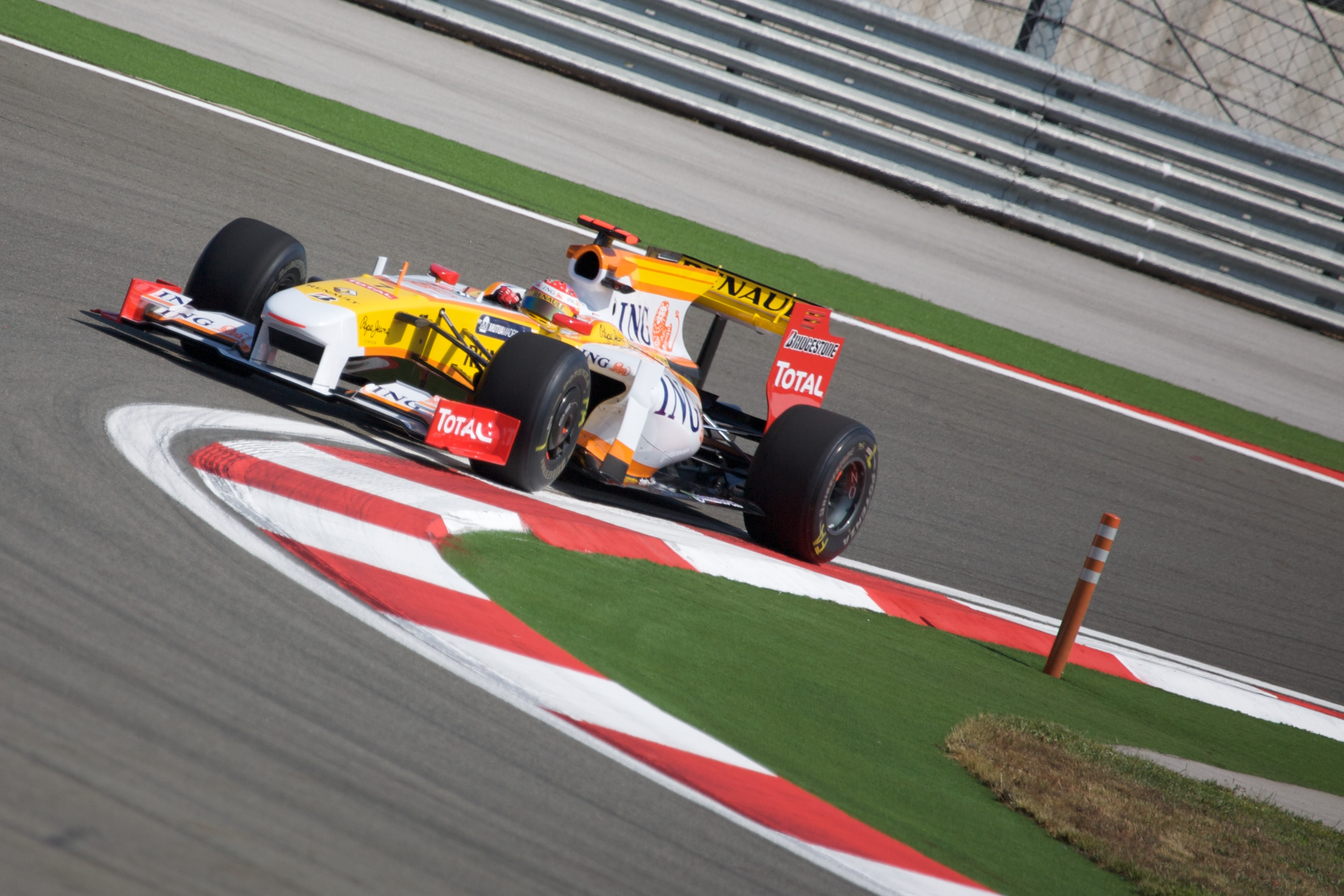
Alonso im Renault R29 beim Großen Preis der Türkei 2009

Zu Beginn der Saison 2009 hatte Renault erneut einen großen Entwicklungsrückstand und war nicht in der Lage mit der Spitze mitzuhalten. Leicht betankt schaffte Alonso in China aber den Sprung in die erste Startreihe, beendete das Regenrennen jedoch außerhalb der Punkte auf dem neunten Rang. Allerdings erreichte er auch einige relativ gute Ergebnisse wie zum Beispiel den fünften Platz beim Großen Preis von Spanien. Ebenfalls beachtlich war der siebte Platz auf dem Nürburgring, wo er im Rennen insgesamt elf Mal die jeweils schnellste Rennrunde fuhr. Beim Qualifying von Ungarn erzielte Alonso zum 18. Mal in seiner Karriere und zum ersten Mal seit September 2007 die Pole-Position. Im Rennen hatte er ab der fünften Runde ein Problem mit der Benzinpumpe. Anschließend missglückte auch noch ein Boxenstopp und er verlor ein Rad, das nicht richtig befestigt worden war. Er schaffte es zwar zurück an die Box, musste aber mit der defekten Benzinpumpe das Rennen vorzeitig aufgeben. Wegen des Vorfalls mit dem verlorenen Rad wurde Renault von den Rennkommissaren für das nächste Rennen in Valencia gesperrt, jedoch wurde die Sperre in einer Berufungsverhandlung aufgehoben und in eine Geldstrafe umgewandelt.
In Belgien hatte Alonso nach einem am Start unverschuldeten Unfall mit Adrian Sutil erneut Schwierigkeiten mit der Radbefestigung. In aussichtsreicher Position liegend holte ihn sein Team, das aus dem Vorfall in Ungarn gelernt hatte, nach einem misslungenen ersten Boxenstopp erneut in die Box und beendete sein Rennen aus Sicherheitsgründen. Beim Großen Preis von Singapur fuhr er mit dem dritten Platz seine erste Podiumsplatzierung und damit sein bestes Ergebnis der Saison ein. Am selben Tag gab er bekannt, dass er Renault zum Saisonende verlassen werde. Die letzten drei Rennen der Saison verliefen, weil Renault die Weiterentwicklung des Autos seit einiger Zeit eingestellt hatte, um sich auf 2010 zu konzentrieren, schlecht und endeten mit dem 14. Platz beim Premiererennen in Abu Dhabi. Teamintern war er mit 26 Punkten seinen Teamkollegen Piquet und Neuling Romain Grosjean, der Piquet während der Saison ersetzt hatte, deutlich überlegen. Sowohl Piquet als auch Grosjean blieben ohne Punkte.

#### Ferrari (2010–2014)
Lange Zeit war über Alonsos Wechsel öffentlich spekuliert worden, bevor Ferrari den Abschluss eines Dreijahresvertrags, beginnend ab 2010, bekannt gab. Er ersetzte dort – wie 2007 bei McLaren – den Finnen Räikkönen und fuhr bis 2013 an der Seite des Brasilianers Felipe Massa, der seit 2006 im Team war. 2014 war Kimi Räikkönen sein Teamkollege.

##### 2010

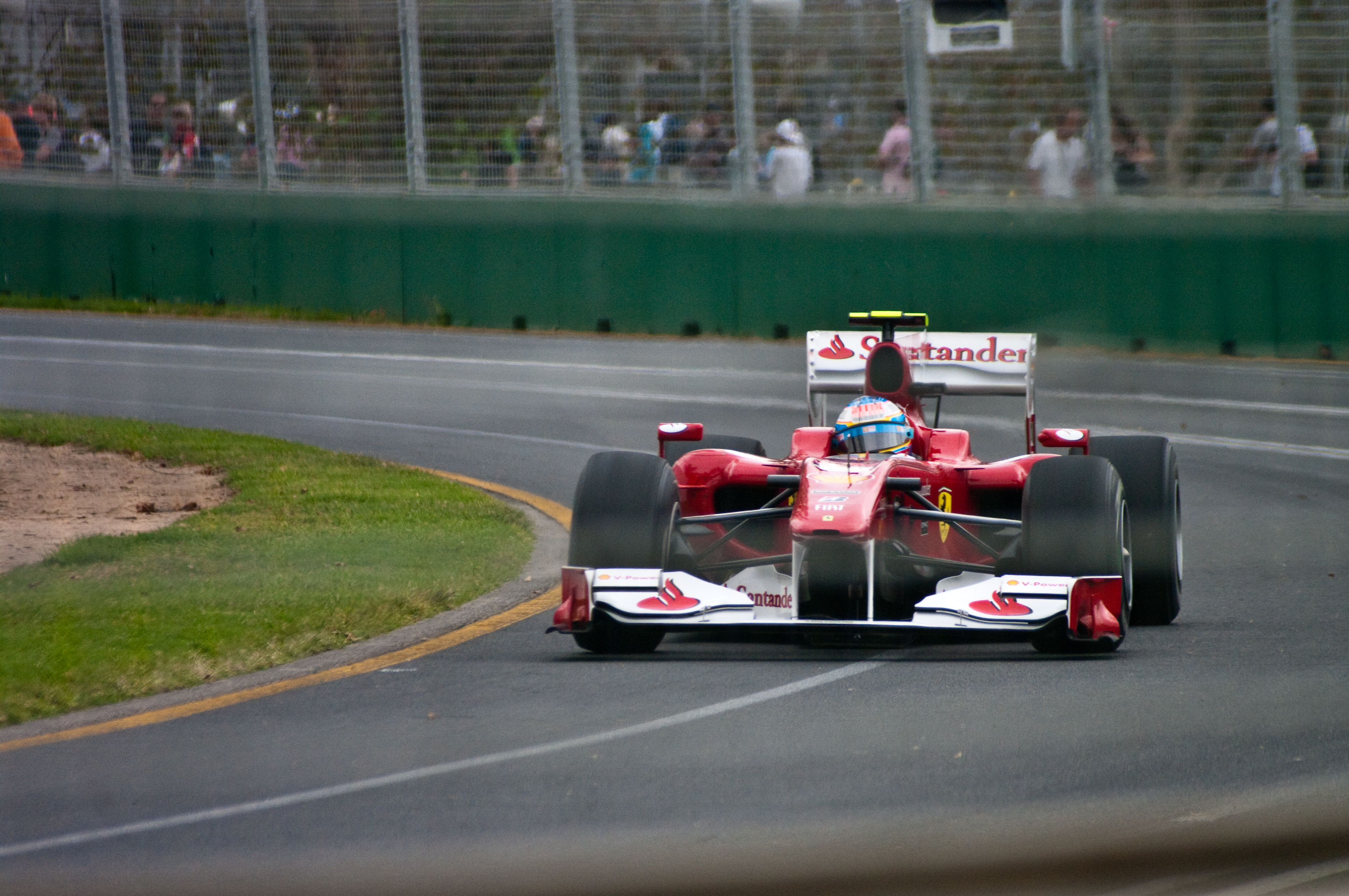
Alonso im Ferrari F10 beim Großen Preis von Australien 2010

Gleich in seinem ersten Rennen für die Scuderia in Bahrain gelang ihm sein erster Sieg. Da Massa auf Platz zwei ins Ziel kam, war es zugleich ein Doppelsieg für Ferrari. Er profitierte dabei von technischen Problemen bei Sebastian Vettel, der zunächst das Rennen angeführt hatte. Alonso wurde zum fünften Fahrer nach Juan Manuel Fangio, Mario Andretti, Nigel Mansell und Kimi Räikkönen, der sein erstes Rennen für Ferrari gewann. Beim zweiten Saisonrennen, dem Großen Preis von Australien, fiel er nach einer Kollision mit Jenson Button in der ersten Kurve ans Ende des Feldes zurück. Darauf gelang es ihm mit einer Aufholjagd, sich bis auf den vierten Platz hinter seinem Teamkollegen Massa vorzuarbeiten und die Position in den letzten Runden gegen Hamilton zu verteidigen. Beim darauf folgenden Großen Preis von Malaysia fiel Alonso auf Platz neun liegend in der vorletzten Runde nach einem Motorschaden aus und wurde noch als Dreizehnter gewertet. Damit verlor er die Führung in der Weltmeisterschaft an seinen Teamkollegen Massa.

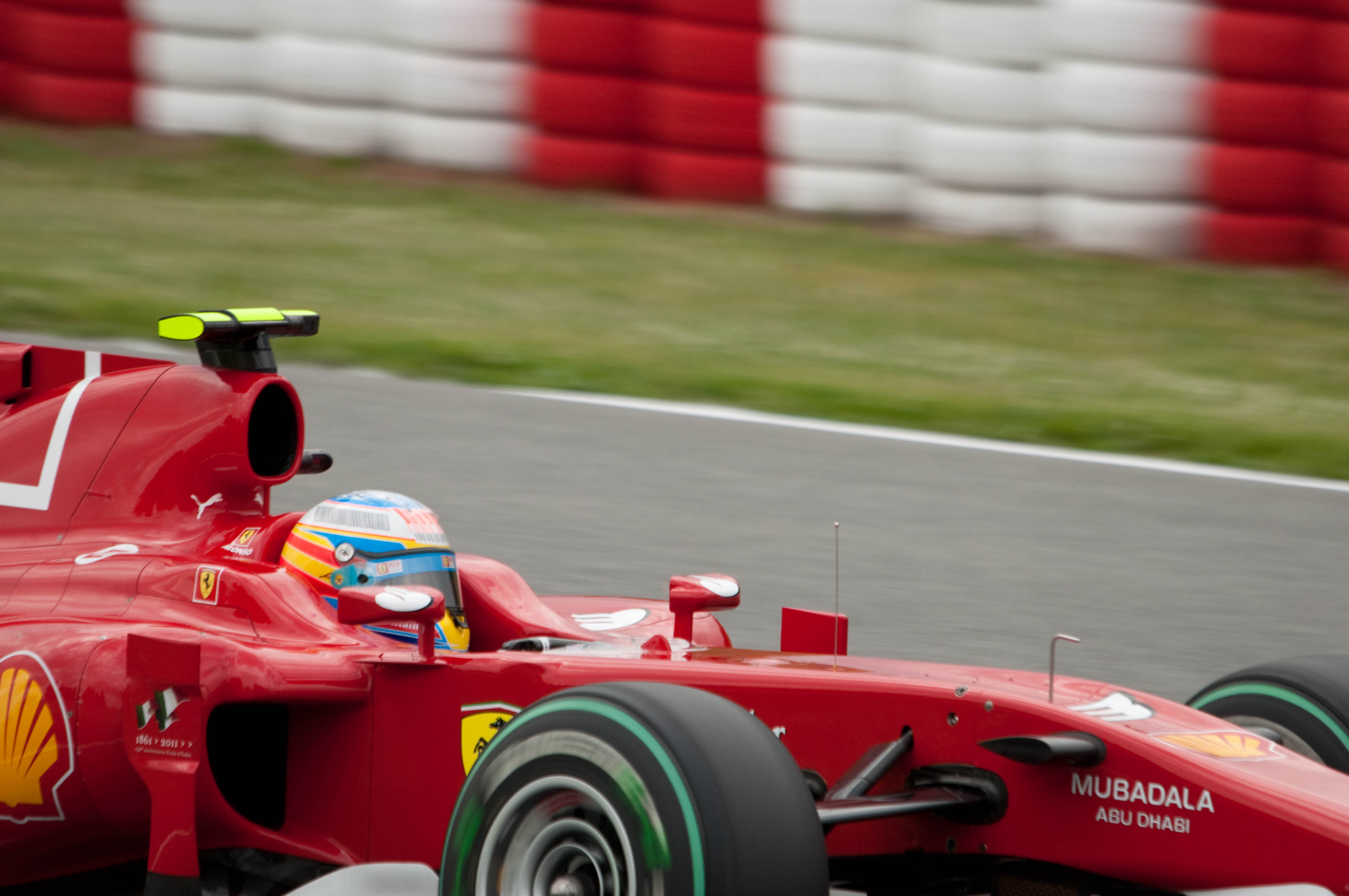
Alonso bei seinem Heimrennen in Spanien auf dem Circuit de Catalunya

Beim nächsten Grand Prix in China übernahm Alonso nach einem Frühstart die Führung und wurde, nachdem er eine Durchfahrtsstrafe hatte absolvieren müssen, in einem Regenrennen erneut Vierter. Beim nächsten Grand Prix, seinem Heimrennen in Spanien, erzielte er als Zweiter die zweite Podest-Platzierung in der Saison. Er profitierte dabei von technischen Schwierigkeiten bei Vettel und einem Unfall Hamiltons, die zunächst vor ihm lagen. In den nächsten beiden Großen Preisen in Monaco und in der Türkei ging Alonso nicht von den ersten zehn Plätzen ins Rennen. In Monaco musste er nach einem Trainingsunfall das Qualifying auslassen und wurde nach einem Start aus der Boxengasse mit einer geschickten Strategie und einigen Überholmanövern Sechster. In der Türkei gelang es ihm ebenfalls Punkte zu erzielen und er wurde von Platz zwölf startend Achter.

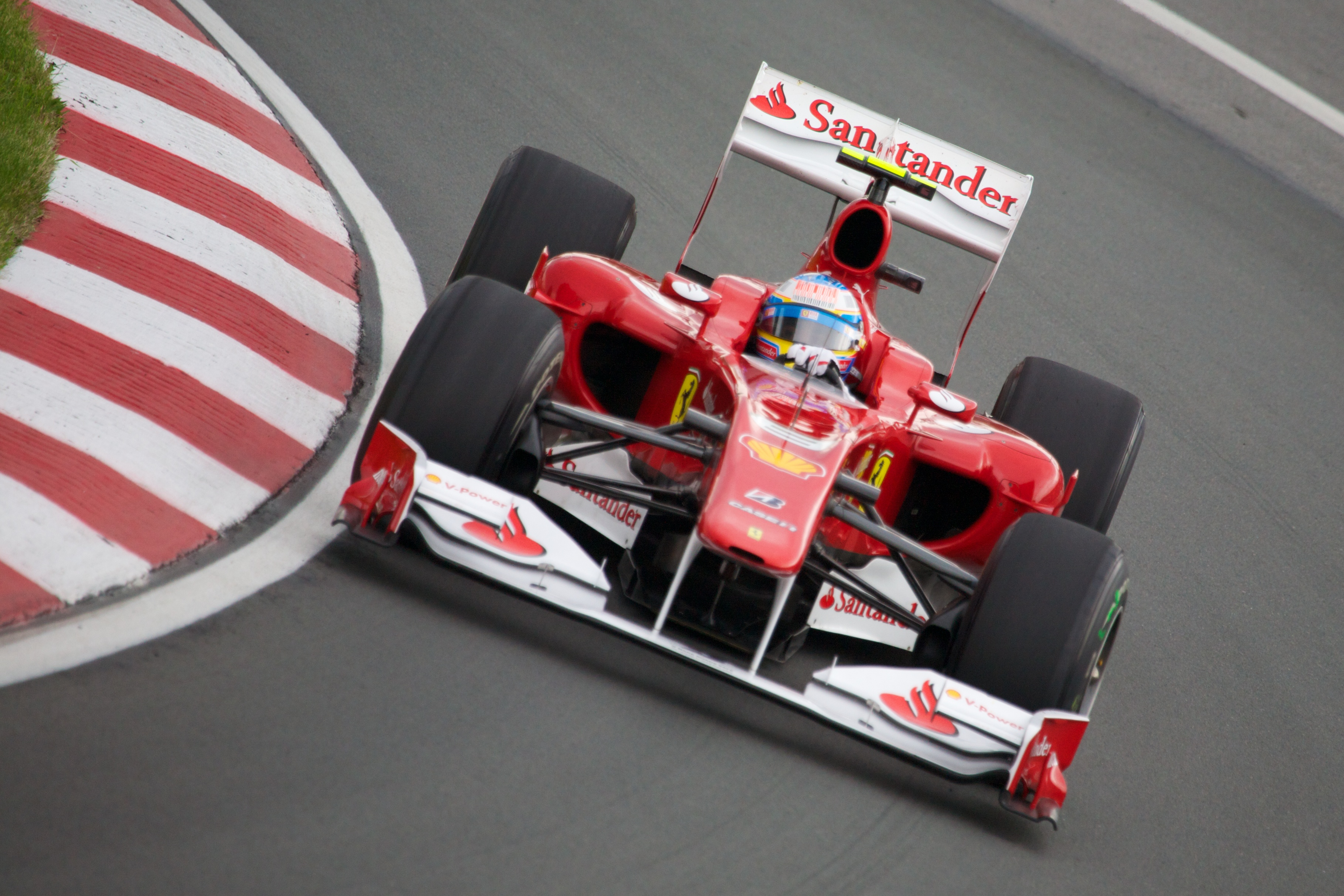
Beim Großen Preis von Kanada 2010 kam Alonso auf dem dritten Platz ins Ziel

Ab dem Großen Preis von Kanada fuhr Alonso wieder in der Spitzengruppe mit. Nachdem er Chancen auf den Sieg in Montréal gehabt hatte, belegte er hinter den beiden McLaren-Piloten den dritten Platz. In den nächsten zwei Grands Prix vereitelten für Alonso ungünstige Safety-Car-Phasen vordere Platzierungen. Bei seinem zweiten Heimrennen, dem Großen Preis von Europa in Valencia, wurde er auf Platz drei liegend in einer Safety-Car-Phase vom Safety Car aufgehalten und fiel beim Boxenstopp auf den neunten Platz zurück. Er beendete das Rennen auf dem achten Platz. Beim anschließenden Großen Preis von Großbritannien, bei dem er nach einem schlechten Start zwei Positionen verloren hatte, überholte er nach seinem Boxenstopp Robert Kubica. Da er beim Überholmanöver neben die Strecke gekommen war, wurde er mit einer Durchfahrtsstrafe belegt. Kurz darauf kam es zu einer für ihn ungünstigen Safety-Car-Phase, denn die Strafe durfte er erst absolvieren, nachdem die Strecke wieder freigegeben worden war. In der letzten Runde erzielte er die schnellste Rennrunde. Er beendete das Rennen auf Platz 14.
Beim Großen Preis von Deutschland gelang es Ferrari, das Potential des Autos wieder in gute Ergebnisse umzusetzen. Zwar überholte Alonso beim Start von Position zwei Vettel, verlor aber einen Platz an Massa. Die beiden Ferrari-Piloten führten das Rennen daraufhin an. Alonso war nicht zufrieden mit seiner Position hinter Massa und versuchte zunächst mit Überholmanövern an seinem Teamkollegen vorbeizufahren. Nachdem er weiterhin Druck auf Massa ausgeübt hatte, meldete das Team Massa, dass Alonso schneller sei. Daraufhin ließ Massa seinen Teamkollegen offensichtlich vorbei und Alonso gewann seinen zweiten Grand Prix für Ferrari. Die Rennleitung bewertete das Überholmanöver als verbotene Stallorder und belegte Ferrari mit einer Geldstrafe von 100.000 US-Dollar. Es folgten keine weiteren Sanktionen gegen das Team oder die Fahrer.
Beim folgenden Grand Prix in Ungarn bestätigte Alonso die gute Form seines Teams, indem er den zweiten Platz erzielte. Dabei hielt er Vettel, der über ein schnelleres Auto verfügte, über die Hälfte des Rennens hinter sich. Nach einem Ausfall in Belgien, feierte Alonso beim Ferrari-Heimrennen, dem Großen Preis von Italien seinen dritten Saisonsieg. Nachdem er beim Start hinter Button zurückgefallen war, übernahm er nach den Boxenstopps die Führung und behielt sie bis zum Ende des Rennens. Ein Rennen später in Singapur gewann er ein weiteres Rennen mit einem Start-Ziel-Sieg. Er schaffte nach Monza zum zweiten Mal in Folge einen Hattrick, da er zudem jeweils die Pole-Position und die schnellste Rennrunde erzielte. Außerdem erzielte er den ersten Grand Slam seiner Karriere.

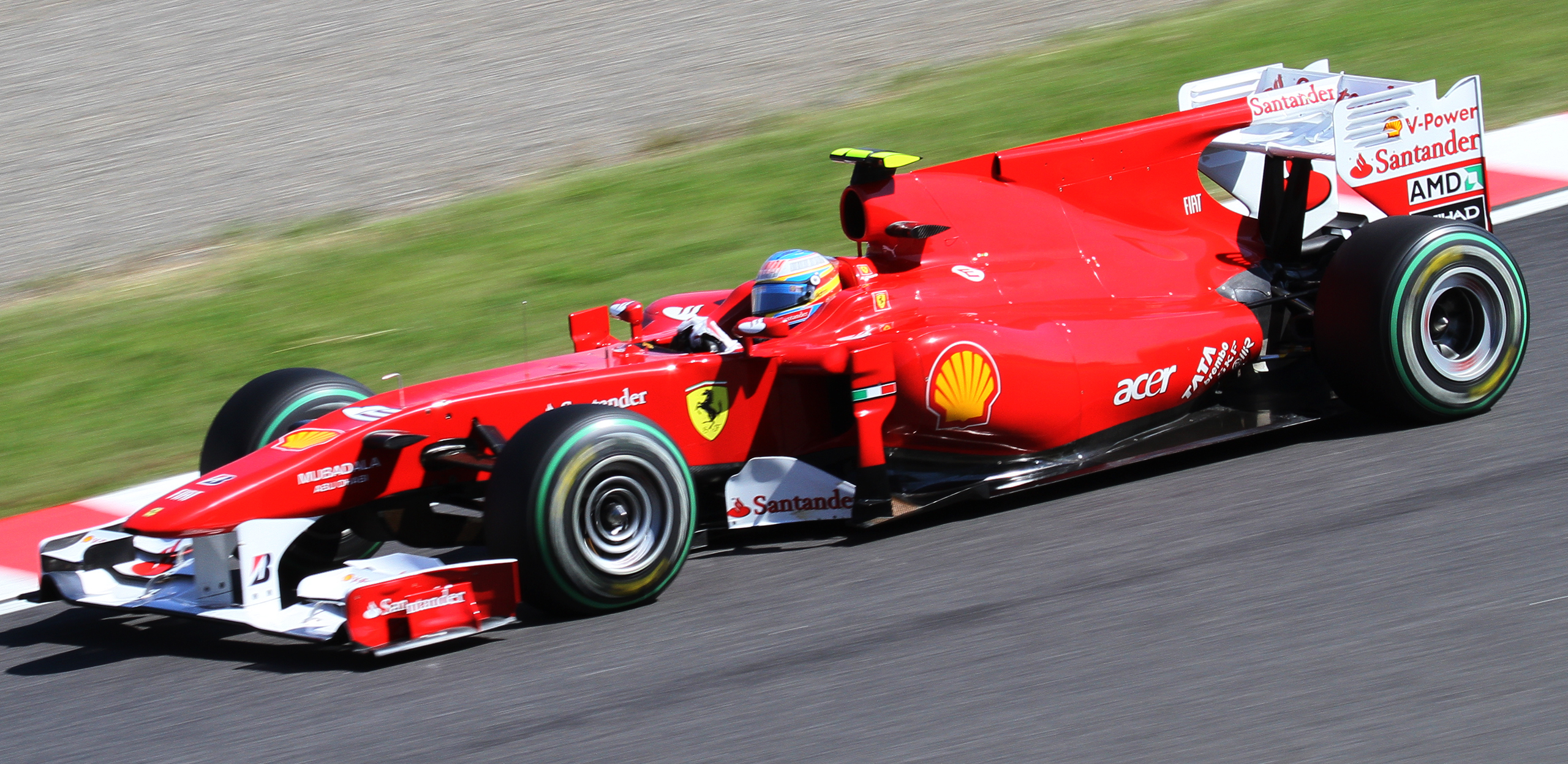
Alonso wurde Fünfter im Qualifying zum Großen Preis von Japan 2010

Beim Großen Preis von Japan folgte mit dem dritten Platz eine weitere Podest-Platzierung, bei der er sich nur den beiden Red-Bull-Piloten Vettel und Mark Webber geschlagen geben musste. Beim drittletzten Saisonrennen auf der neuen Strecke in Korea profitierte Alonso von Ausfällen der Red-Bull-Piloten und entschied das Rennen für sich. Damit löste er Webber als Weltmeisterschaftsführenden ab. Nach dem dritten Platz in Brasilien, bei dem er abermals hinter beiden Red-Bull-Piloten ins Ziel kam, ging Alonso als Weltmeisterschaftsführender ins letzte Rennen in Abu Dhabi. Da Vettel gewann und Alonso mit einer strategischen Fehlentscheidung nur Siebter wurde, gelang es ihm nicht, die Führung zu behalten, und er wurde hinter Vettel Vizeweltmeister. Seinen Teamkollegen Massa (144 Punkte) übertraf Alonso (252 Punkte) bereits in seiner ersten Ferrari-Saison deutlich.
Am Ende der Saison wurde er mit der DHL Fastest Lap Trophy für den Fahrer mit den meisten schnellsten Rennrunden ausgezeichnet.

##### 2011

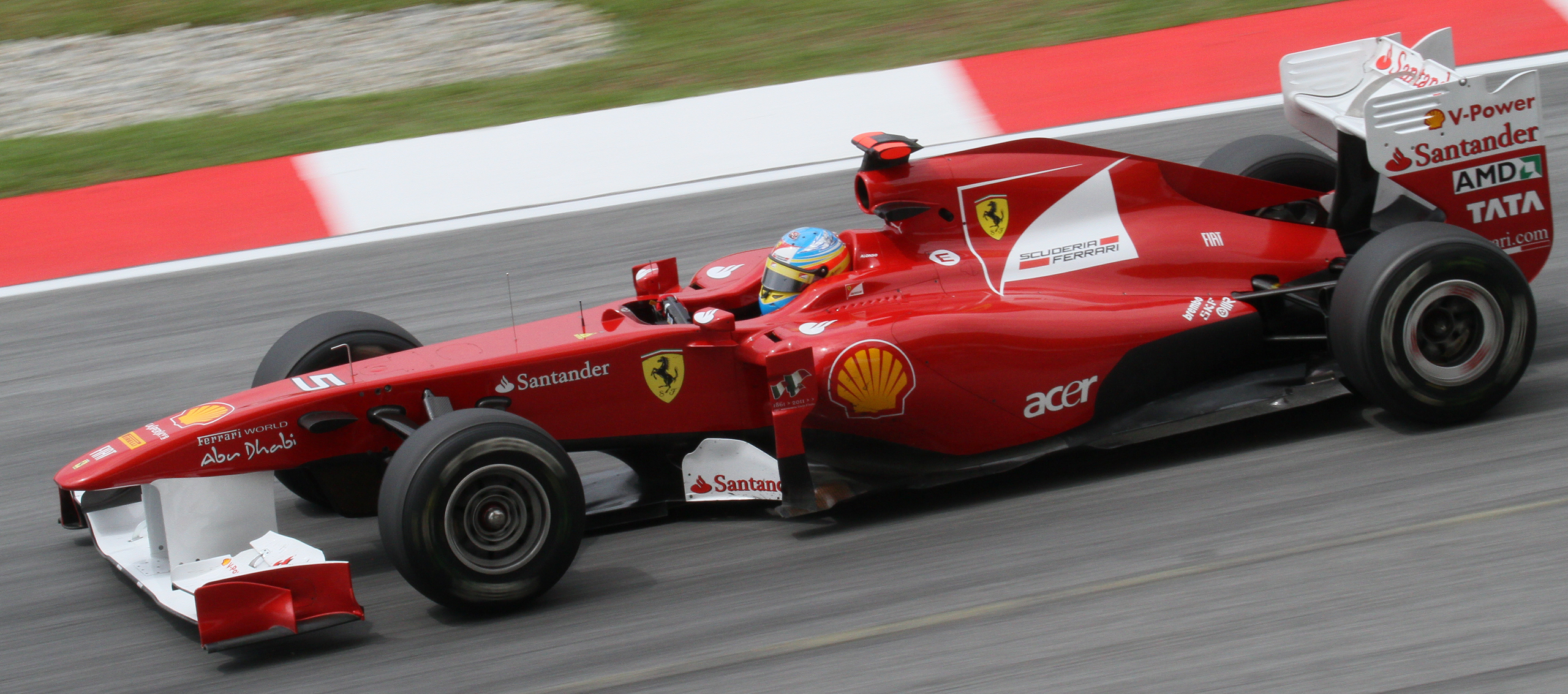
Alonso im Training zum Großen Preis von Kanada

Nach dem vierten Platz beim Großen Preis von Australien hatte Alonso beim zweiten Rennen in Malaysia Chancen auf eine Platzierung unter den ersten drei, da sein Ferrari im Rennen schneller als im Qualifying war. Im Zweikampf mit dem drittplatzierten Hamilton fuhr er jedoch auf dessen Fahrzeug auf und beschädigte sich seinen Frontflügel. Er musste einen zusätzlichen Boxenstopp einlegen und kam auf dem sechsten Platz ins Ziel. Nach dem Rennen wurde Alonso für das Auffahren auf Hamilton mit einer 20-Sekunden-Strafe belegt, an seiner Platzierung änderte sich allerdings nichts. Beim Großen Preis der Türkei erzielte Alonso als Dritter seine erste Podest-Platzierung der Saison. Dabei war er der einzige Fahrer, der das Tempo der führenden Red-Bull-Piloten mithalten konnte. Beim nächsten Rennen in Spanien übernahm Alonso beim Start die Führung. Im Rennen ließ seine Leistung jedoch nach, vor allem durch den Wechsel auf die härtere Reifenmischung, sodass er mit einer Runde Rückstand Fünfter wurde.

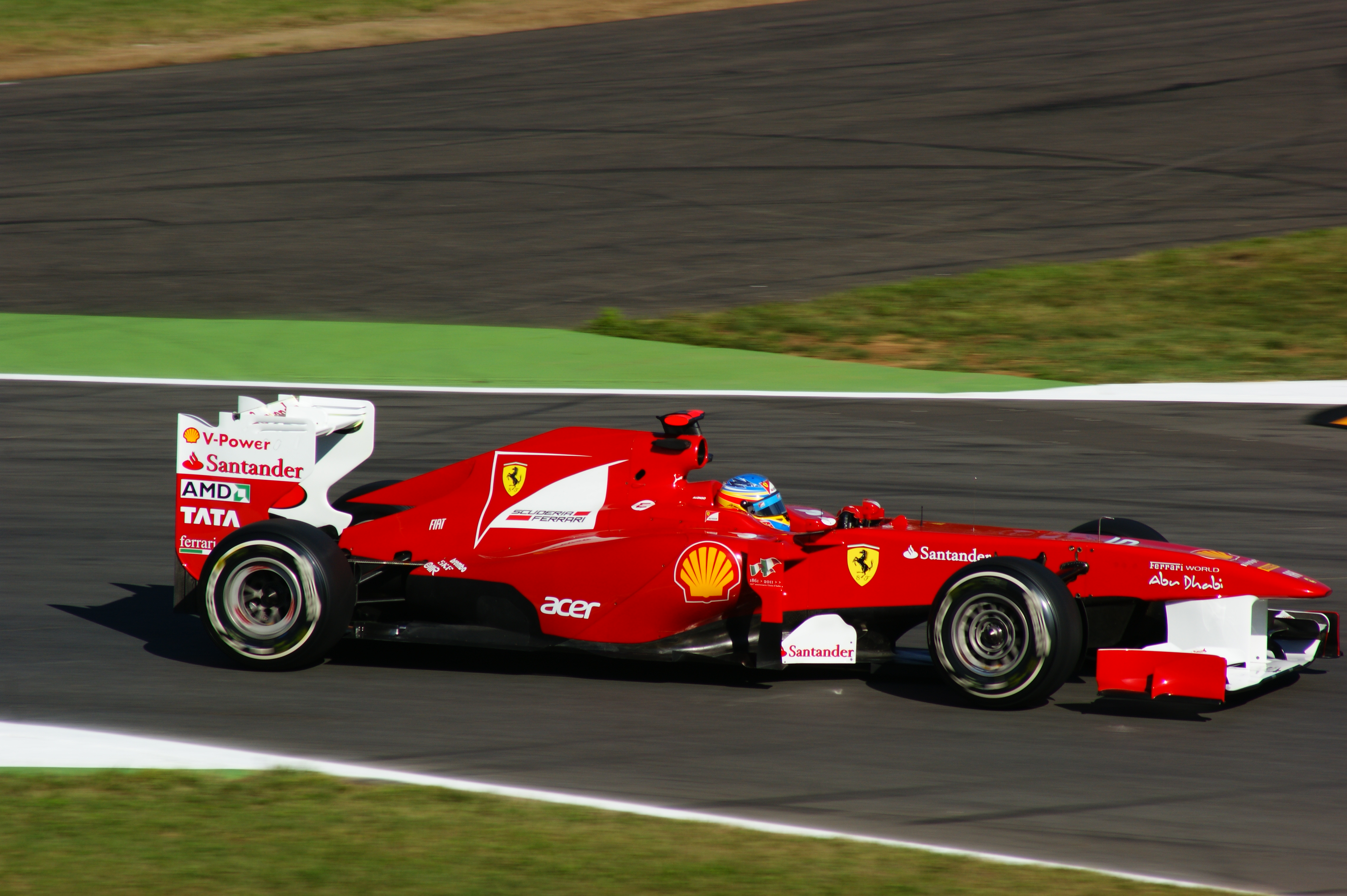
Alonso beim Ferrari-Heim-Grand-Prix in Monza 2011

In Monaco blieb Alonso durchgängig in Schlagdistanz zum Führenden und kam schließlich auf dem zweiten Platz ins Ziel. Beim von Regen beeinflussten Großen Preis von Kanada startete er aus der ersten Startreihe und schied nach einer Kollision mit Button aus, als er auf einem Randstein hängen geblieben war. Beim achten Rennen, dem Großen Preis von Europa, folgte ein weiterer zweiter Platz. Ein Rennen später, beim Großen Preis von Großbritannien erzielte er seinen ersten Saisonsieg. Bei den anschließenden Grands Prix in Deutschland und Ungarn stand er als Zweiter bzw. Dritter erneut auf dem Siegerpodest. Beim Großen Preis von Belgien fuhr er lange mit Aussicht auf Platz drei, jedoch wurde ihm gegen Rennende abermals die härtere Reifenmischung zum Verhängnis und er fiel auf den vierten Platz zurück. Beim Ferrari-Heimrennen in Italien übernahm Alonso von Platz vier startend die Führung, verlor sie aber schon nach einigen Runden und kam als Dritter ins Ziel.
In Japan und Indien folgten mit den Positionen zwei und drei zwei weitere Podest-Platzierungen. Beim zweitletzten Grand Prix in Abu Dhabi lag Alonso für wenige Runden in Führung und wurde ein weiteres Mal Zweiter. Beim Saisonfinale in Brasilien fuhr er nach einer guten Anfangsphase wieder im Bereich der ersten drei, jedoch geriet ein weiteres Mal die härtere Reifenmischung zum Verhängnis und er wurde Vierter. Damit beendete er die Saison auf dem vierten Platz in der Fahrerwertung. Mit insgesamt zehn Podest-Platzierungen und 257 Punkten übertraf er Massa noch klarer als 2010. Massa erzielte keine Platzierung unter den ersten drei und erreichte 118 Punkte.

##### 2012

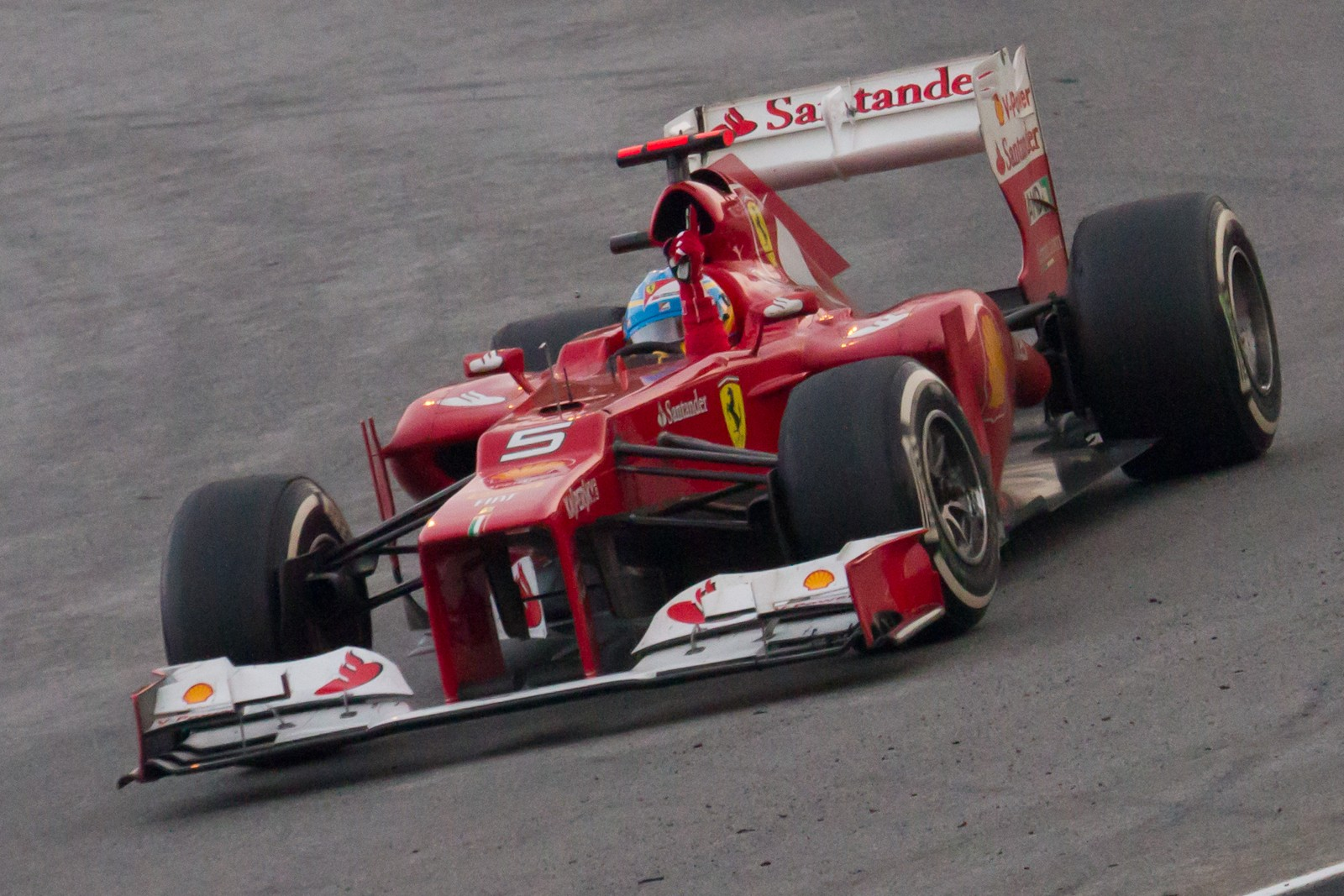
Alonso bejubelt den Sieg beim Großen Preis von Malaysia 2012

2012 bildete Alonso erneut mit Massa das Ferrari-Fahrerduo. Beim Saisonauftakt, dem Großen Preis von Australien, musste Alonso nach einem Fehler im Qualifying von Platz zwölf starten. Durch einen guten Start und einer soliden Leistung im Rennen erreichte er den fünften Platz. Ein Rennen später, beim Großen Preis von Malaysia war der Ferrari F2012 zwar nicht schneller als im Rennen davor, Alonso nutzte jedoch die wechselnden Wetterbedingungen und entschied das Rennen mit einer fehlerfreien Fahrt für sich. Es war der erste Saisonsieg für Ferrari und der 28. seiner Karriere. Er übernahm damit die Führung in der Weltmeisterschaft, verlor sie aber beim nächsten Rennen in China, da die Schnelligkeit des Ferrari für vordere Plätze nicht ausreichte; er fuhr jedoch wie auch beim nachfolgenden Rennen in Bahrain Punkte ein.
Es folgte Anfang Mai ein dreitägiger Test in Mugello, welcher der erste Test während einer laufenden Saison seit vier Jahren war. Ferrari probierte einige Neuerungen am Wagen aus, die die Leistungsfähigkeit steigerten. Beim Europaauftakt, seinem Heimrennen in Spanien, übernahm Alonso von Platz zwei startend beim Start die Führung des Rennens. Im Rennverlauf fiel er allerdings nach einem Boxenstopp hinter Pastor Maldonado zurück. Er schloss zwar wieder auf, war aber durch einen Gripverlust in den letzten Runden nicht mehr in der Lage, einen Angriff zu starten. Er kam auf dem zweiten Platz ins Ziel. Ein Rennen später in Monaco machte er von Startplatz fünf aus am Start und beim Boxenstopp je einen Platz gut und übernahm mit einem dritten Platz erneut die Führung in der Weltmeisterschaft. Ein Rennen später in Kanada verlor er sie wieder. Er setzte im Rennen auf eine Ein-Stopp-Strategie und lag in der Schlussphase zunächst in Führung. Allerdings verschlissen seine Reifen deutlich stärker als erwartet und er kam auf dem fünften Platz ins Ziel. Beim nächsten Rennwochenende in Europa qualifizierte sich Alonso für den elften Platz und verfehlte damit den letzten Qualifyingabschnitt. Am Start machte er einige Plätze gut und arbeitete sich durch mehrere Überholmanöver weiter nach vorn. Er profitierte außerdem von der passenden Strategie und einer Safety-Car-Phase, die ihn in Schlagdistanz zu den Führenden brachte. Zunächst überholte er Grosjean beim Restart und übernahm den zweiten Platz, anschließend erhielt er die Führung, da der bis dahin klar führende Vettel ausfiel. Alonso gewann somit sein zweites Saisonrennen und war in der Saison 2012 der erste Fahrer, der zwei Rennen gewonnen hatte. Mit dem Sieg übernahm er erneut die Führung in der Weltmeisterschaft.
Ein Rennen später in Großbritannien erzielte Alonso zunächst die Pole-Position, seine und Ferraris erste seit dem Großen Preis von Singapur 2010. Im Rennen führte er die meisten Runden an. In der Schlussphase, in der er auf der weichen Reifenmischung fuhr, wurde er allerdings von Webber, der die harten Reifen verwendete, überholt und kam auf dem zweiten Platz ins Ziel. Im folgenden Grand Prix in Deutschland fuhr Alonso erneut auf die Pole-Position. Im Rennen lag er fast ausschließlich in Führung und gewann. Er erzielte damit seinen 30. Formel-1-Sieg. Zwei Rennen später in Belgien schied er nach einer unverschuldeten Startkollision, in die insgesamt sechs Autos verwickelt waren, in der ersten Kurve aus. Beim eine Woche darauf ausgetragenen Großen Preis von Italien wurde er im Qualifying Opfer eines gebrochenen Hinterrad-Querstabilisators, weshalb er nur Startplatz zehn erreichte. Durch eine Aufholjagd fuhr er im Rennen bis auf den zweiten Platz vor, wurde aber in den Schlussrunden von Pérez, der mit frischeren Reifen fuhr, auf den dritten Platz verdrängt. Im folgenden Großen Preis von Singapur wurde er abermals Dritter. Das war zugleich der 81. Podestplatz seiner Karriere. Er überholte damit in der ewigen Bestenliste nach Podiumsplätzen Ayrton Senna und übernahm den dritten Platz.
Beim Großen Preis von Japan fiel Alonso nach einer Kollision mit Räikkönen in der Startphase aus. Es war sein zweiter Ausfall in der Saison. Eine Woche später erreichte er in Korea den dritten Platz, nachdem er von Startplatz vier aus Hamilton in der Startphase überholt hatte. Damit verlor er die Führung der Weltmeisterschaft an Vettel, der die letzten drei Rennen gewonnen hatte. Beim Großen Preis von Indien erreichte Alonso das Ziel auf dem zweiten Platz hinter Vettel. Vom fünften Platz startend machte er in den ersten Runden zwei Positionen gut und überholte im letzten Drittel des Rennens den auf dem zweiten Platz liegenden Webber, der Probleme mit seinem KERS hatte. Eine Woche später wurde er in Abu Dhabi nach einigen Überholmanövern Zweiter vor Vettel. Beim darauf folgenden Großen Preis der USA erreichte Alonso im Qualifying den neunten Platz und startete aufgrund von Startplatzstrafen vom siebten Platz. Nach einem guten Start lag er auf dem vierten Platz. Er profitierte von einem Ausfall Webbers und kam als Dritter ins Ziel. Damit behielt er weiterhin Chancen auf den Weltmeistertitel. Mit 13 Punkten Rückstand auf Vettel ging Alonso ins letzte Saisonrennen, den Großen Preis von Brasilien. Von Platz sieben startend wurde er Zweiter, während Vettel auf dem sechsten Platz ins Ziel kam. Damit unterlag Alonso Vettel am Saisonende knapp mit 278 zu 281 Punkten im Weltmeisterduell und wurde Gesamtzweiter. Teamintern lag er noch deutlicher als im Vorjahr mit 278 zu 122 Punkten und 13 zu zwei Podiumsplatzierungen vor Massa.

##### 2013
2013 blieben Alonso und Massa bei Ferrari. Beim Saisonauftakt in Australien erzielte Alonso von Platz fünf startend den zweiten Platz. Beim zweiten Saisonrennen, dem Großen Preis von Malaysia, beschädigte er sich in der ersten Runde den Frontflügel. Anstatt einen Boxenstopp einzulegen, blieb er auf der Strecke. In der zweiten Runde löste sich der Flügel und schob sich unters Auto. Dadurch war das Rennen für Alonso beendet. Ein Rennen später in China gewann er bei seinem 200. Formel-1-Start seinen 31. Grand Prix. In der folgenden Woche in Bahrain fiel er mit DRS-Problemen zurück und wurde Achter.
Beim Europaauftakt in Spanien erzielte Alonso seinen zweiten und zugleich letzten Saisonsieg vom fünften Platz startend. Nach einem siebten Platz in Monaco, erreichte er in Kanada den zweiten Platz; er war vom sechsten Platz ins Rennen gegangen. Danach in Großbritannien machte er von Platz neun startend erneut einige Positionen gut und stand als Dritter erneut auf dem Siegerpodium. Drei Rennen später wurde er vom neunten Startplatz aus Zweiter in Belgien. Dieses Resultat wiederholte er beim nächsten Rennen in Italien.
Beim Rennen in Singapur machte er von Platz sieben aus beim Start vier Positionen gut und wurde am Ende erneut Zweiter. In Japan kam er als Vierter ins Ziel und übernahm damit mit 1571 Punkten den Rekord der meisten erzielten Punkte in der Formel-1-Weltmeisterschaft. Aufgrund mehrfach geänderter Punktesysteme – 1950 gab es für einen Sieg 8 Punkte, 2013 waren es 25 Punkte – hat diese Bestmarke jedoch wenig Aussagekraft. Beim Großen Preis von Indien blieb er zum zweiten Mal in der Saison ohne Punkte. Er kam auf dem elften Platz ins Ziel, nachdem sein Fahrzeug in der ersten Runde bei Kollisionen mit Webber und Button beschädigt worden war. Bei diesem Rennen entschied Vettel die Weltmeisterschaft vorzeitig für sich. Alonso war bis vor diesem Rennen der einzige Fahrer, der neben Vettel noch theoretische Titelchancen besaß. Beim Großen Preis von Abu Dhabi zog sich Alonso eine Rückenverletzung zu, nachdem er mit seinem Ferrari bei einem Überholmanöver neben die Strecke über die Randsteine gefahren war. Im letzten Saisonrennen in Brasilien wurde er ein weiteres Mal Dritter. Er beendete die Saison auf dem zweiten Platz in der Fahrerweltmeisterschaft. Auch in diesem Jahr übertraf er mit 242 zu 112 Punkten seinen Teamkollegen Massa deutlich.
Insgesamt holte Alonso in den vier gemeinsamen Ferrari-Jahren 42 zu 8 Podestplatzierungen und mit 1029 zu 496 Punkten mehr als doppelt so viele Punkte wie sein Teamkollege.

##### 2014

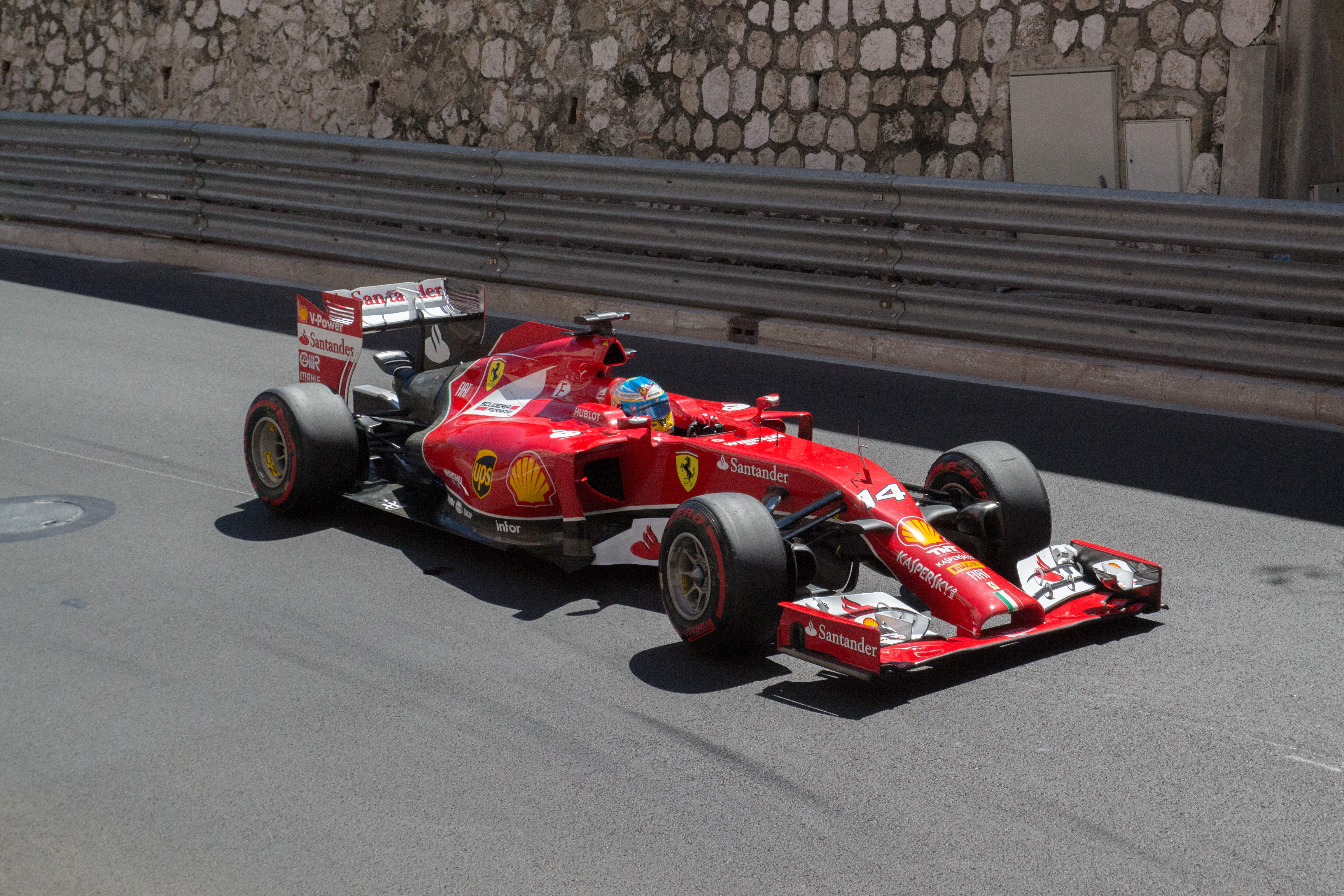
Fernando Alonso im Ferrari F14 T beim Großen Preis von Monaco

2014 bildete er mit Kimi Räikkönen das Ferrari-Fahrer-Duo. Räikkönen, der bereits Alonsos Vorgänger im Team war, erhielt einen Zweijahresvertrag und ersetzte Felipe Massa. Bei der Einführung der permanenten Formel-1-Startnummern wählte Alonso die #14. Er trug diese Nummer beim Gewinn einer Kart-Meisterschaft am 14. Juli 1996. Damals war Alonso 14 Jahre alt. Seitdem bezeichnet er die 14 als Glückszahl. Beim Großen Preis von China stand er als Dritter erstmals auf dem Siegerpodium. Beim Großen Preis von Ungarn führte Alonso mit einer anderen Boxenstrategie in der Schlussphase das Rennen an, wurde jedoch drei Runden vor Schluss von Daniel Ricciardo, der frischere Reifen hatte, überholt und kam auf dem zweiten Platz ins Ziel. Am Ende der Saison belegte Alonso den sechsten Platz in der Gesamtwertung. Mit 161 zu 55 Punkten lag er teamintern mit großem Abstand vor Räikkönen.
Obwohl Alonso bei Ferrari einen Vertrag bis zum Ende der Saison 2016 besaß, verließ er das Team zwei Jahre vorher nach dem Ende der Saison 2014. Sein Nachfolger bei Ferrari wurde Sebastian Vettel.

#### McLaren – Phase 2 (2015–2018)

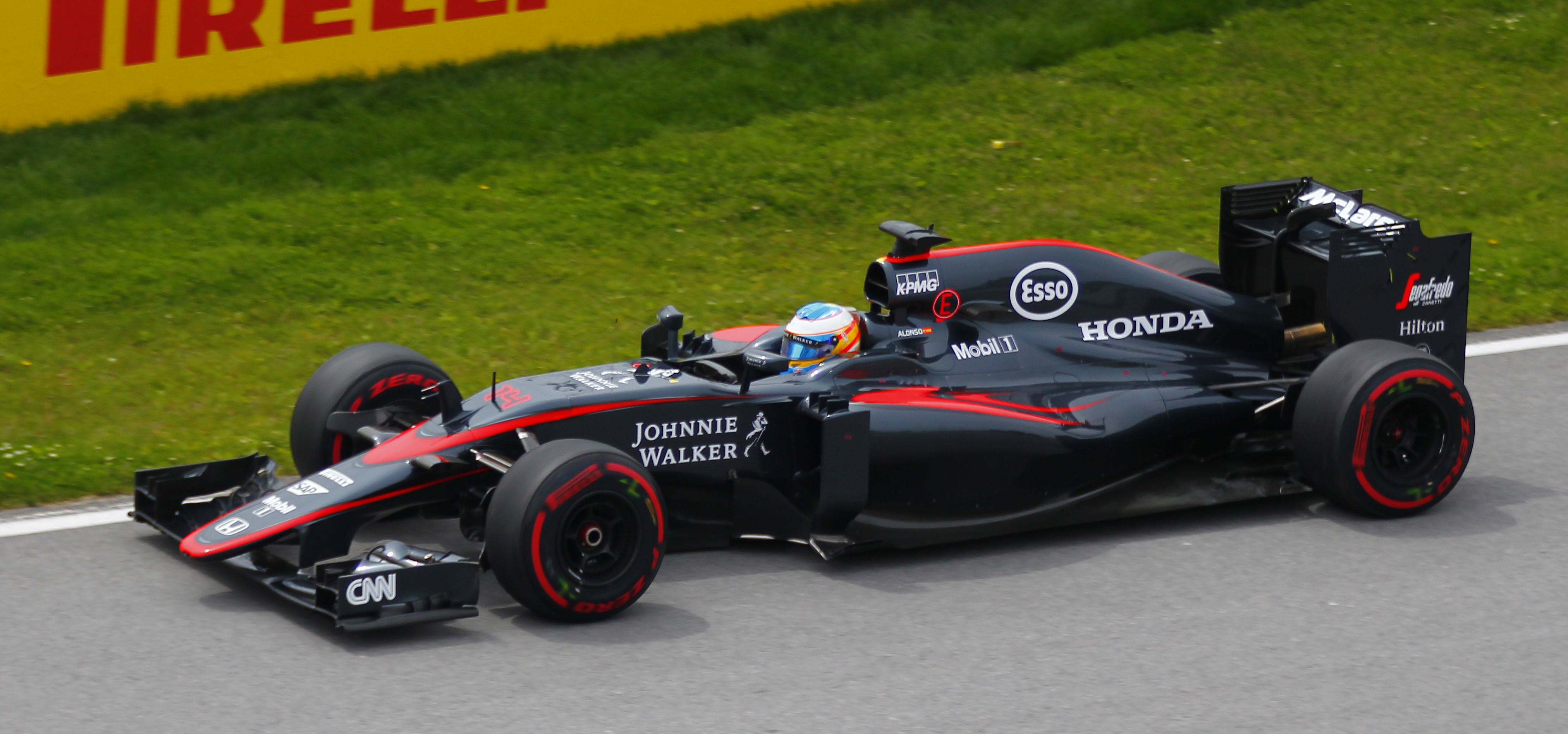
Fernando Alonso im McLaren-Honda

2015 kehrte Alonso zu McLaren zurück und wurde Teamkollege von Jenson Button. Er unterschrieb einen Dreijahresvertrag. McLaren trat ab dieser Saison wieder mit Honda-Motoren an. Beim ersten Rennen, dem Großen Preis von Australien fiel Alonso aus gesundheitlichen Gründen aus. Beim neunten Rennen, dem Großen Preis von Großbritannien, erzielte er als Zehnter zum ersten Mal in der Saison Punkte. Im nächsten Rennen in Ungarn wurde er Fünfter. Das war seine beste Saisonplatzierung. Alonso unterlag intern Button mit 11 zu 16 Punkten und wurde Siebzehnter in der Fahrerwertung.
2016 bildeten Alonso und Button erneut das Fahrerduo von McLaren. Beim Auftaktrennen in Australien fiel Alonso nach einer schweren Kollision mit Esteban Gutierrez in Runde 17 aus. Infolge seiner Verletzungen ging er beim zweiten Saisonrennen in Bahrain nicht an den Start; an seiner Stelle fuhr Stoffel Vandoorne. Beim Großen Preis von Monaco hielt Alonso den Führenden der Weltmeisterschaft, Nico Rosberg, über weite Strecken hinter sich und wurde Fünfter. Diese Platzierung wiederholte er beim Großen Preis der USA. Mit 54 zu 21 Punkten übertraf er intern seinen Kollegen Button. In der Weltmeisterschaft verbesserte er sich auf den zehnten Platz.
Für die Formel-1-Weltmeisterschaft 2017 erhielt Alonso mit Vandoorne einen neuen Teamkollegen bei McLaren. Am Saisonende belegte er den 15. Gesamtrang. Statt einer Teilnahme am Großen Preis von Monaco startete Alonso am selben Tag beim Indianapolis 500 in der IndyCar Series für Andretti Autosport.

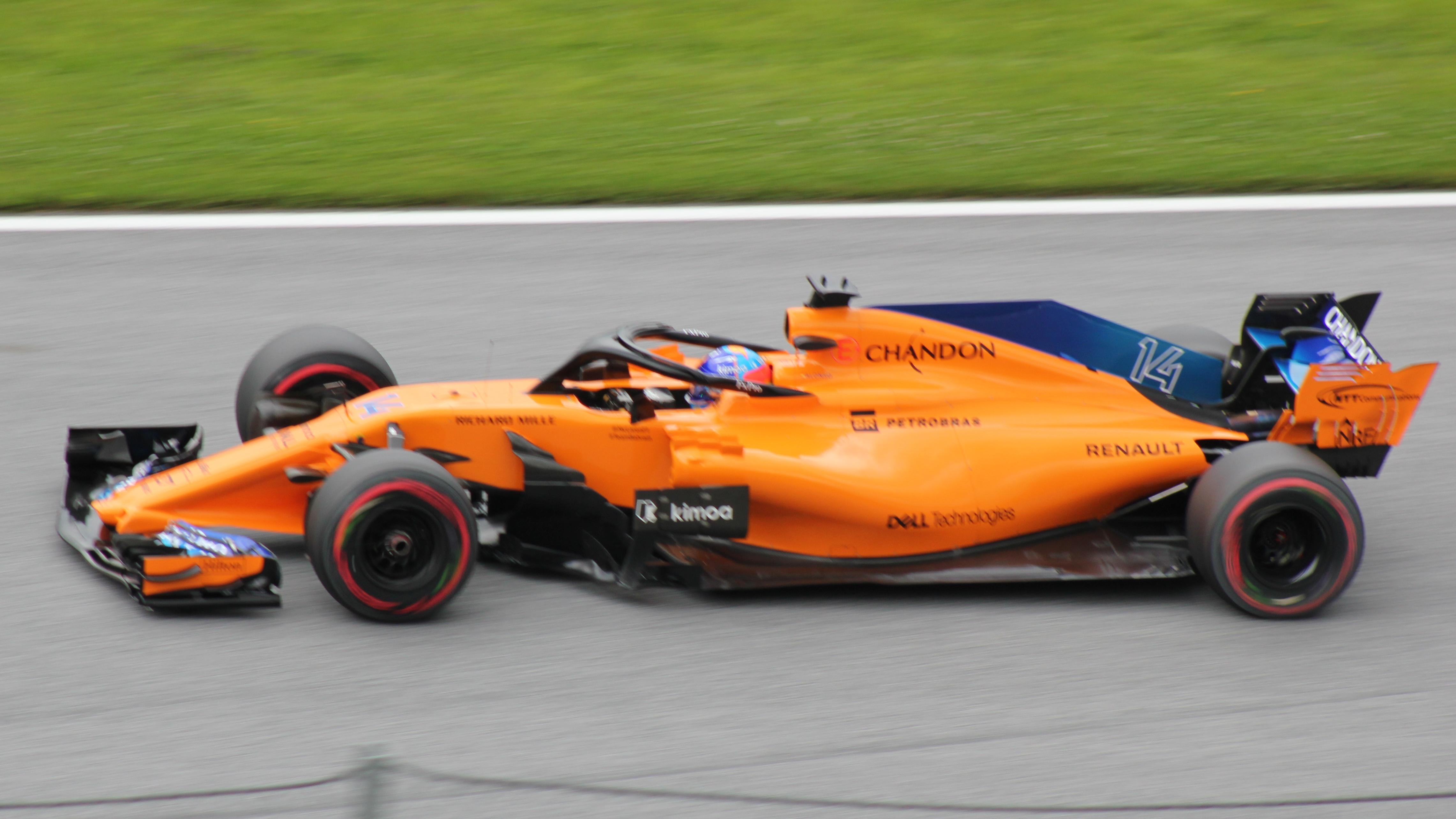
Fernando Alonso beim Großen Preis von Österreich 2018

2018 trat Alonso erneut für McLaren an. Während der Saison gab er seinen Rücktritt als Formel-1-Fahrer zum Saisonende bekannt, um sich anderen Motorsportdisziplinen zu widmen. In 21 Rennen belegte er neunmal einen Platz in den Top 10. Am Saisonende lag er mit 50 Punkten auf dem elften Platz der Fahrerwertung.

#### Alpine (2021–2022)

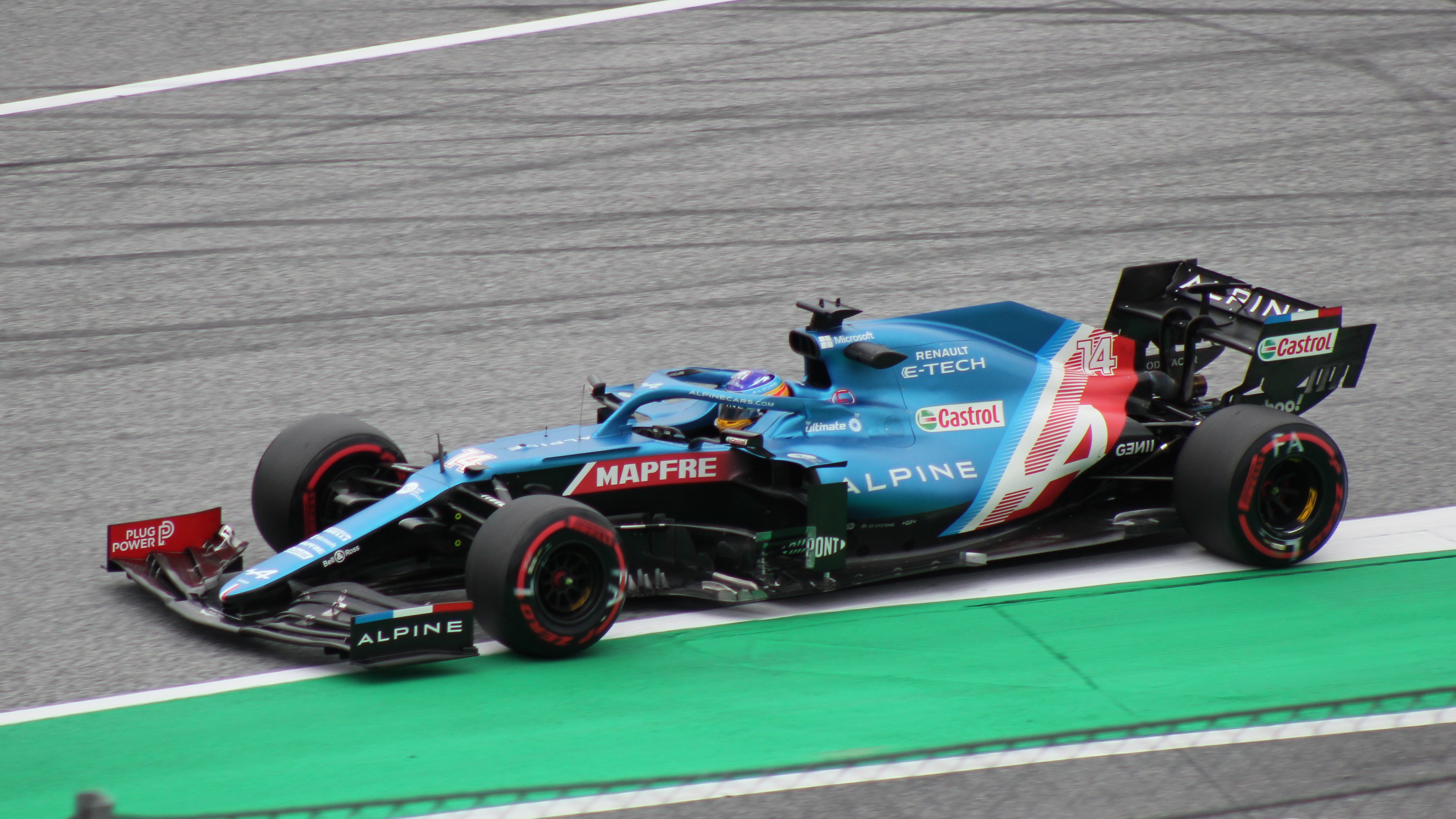
Fernando Alonso beim Großen Preis von Österreich 2021

Im Sommer 2020 wurde bekannt, dass Alonso ab 2021 zu Renault zurückkehre. Später hieß es, dass sich das Team ab der kommenden Saison Alpine F1 Team nenne. Beim Großen Preis von Katar erreichte Alonso mit dem dritten Platz erstmals wieder eine Podiumsplatzierung, mehr als sieben Jahre nach seiner letzten. Alonso fuhr in 22 Rennen 15 Mal in die Punkteränge, gewann sein Teamduell gegen Esteban Ocon mit 81 : 74 Punkten und schloss die Fahrerweltmeisterschaft auf dem 10. Gesamtrang ab.

#### Aston Martin (ab 2023)
Am 1. August 2022 gab Aston Martin bekannt, Alonso habe einen mehrjährigen Vertrag mit dem Team abgeschlossen. In den ersten drei Rennen der 2023-Saison (Bahrain, Saudi-Arabien und Australien) belegte er jeweils den 3. Platz und etablierte sich überraschend als erster Verfolger des dominierenden Red-Bull-Teams. In den folgenden fünf Rennen legte er drei weitere Podestplätze nach, darunter zwei zweite Plätze in Monaco und Kanada. Im weiteren Saisonverlauf gelangen ihm nur mehr zwei Podestplätze (2. in den Niederlanden, zum einzigen Mal in dieser Saison auch mit schnellster Runde, und 3. in Brasilien), während die stärker eingeschätzten Teams von Mercedes, Ferrari sowie McLaren-Mercedes nach und nach aufkamen. Langfristig konnte Alonso an Punkten auch mit seinem alten Rivalen Hamilton nicht mehr mithalten und wurde am Ende der Saison mit insgesamt 206 WM-Punkten WM-Vierter, blieb aber mit 8 Podiumsplatzierungen Dritter in dieser Wertung. Auch der Ferrari-Pilot Charles Leclerc erzielte 206 WM-Zähler, hatte aber weniger 3. Plätze aufzuweisen und wurde hinter Alonso als WM-Fünfter gewertet. Beim Großen Preis von Katar 2024 startete er zu seinem 400. Grand Prix. Er war damit der erste Fahrer, der diese Marke erreichte.

### IndyCar Series
Im Jahr 2017 nahm Fernando Alonso am Indy 500 teil. Er qualifizierte sich für das Rennen auf dem fünften Platz. Im Rennen lag er lange Zeit in den Top 10, führte es sogar 27 Runden lang an, bevor er mit Motorschaden 21 Runden vor Rennende (179. Runde) aufgeben musste.
2019 bemühte er sich erneut um die Teilnahme. Durch eine Reihe unglücklicher Umstände scheiterte er jedoch an der Qualifikation.

### FIA-Langstrecken-Weltmeisterschaft

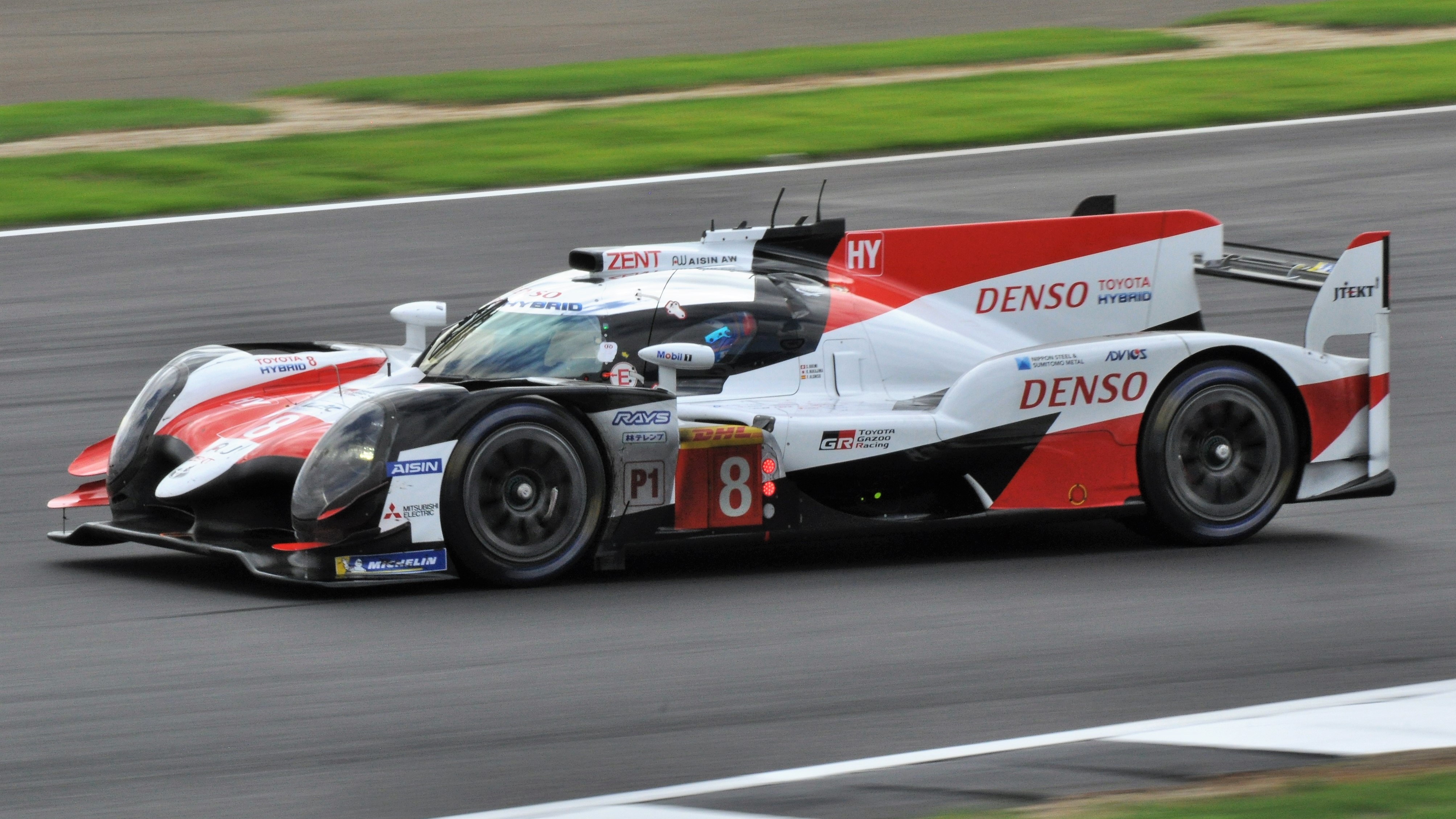
Alonso im Toyota TS050 beim 6-Stunden-Rennen von Silverstone 2018

Ab 2018 trat Alonso, neben seinem Formel-1-Engagement, für Toyota in der FIA-Langstrecken-Weltmeisterschaft an. Zum Debüt gewann er zusammen mit Kazuki Nakajima und Sébastien Buemi am 5. Mai 2018 das 6-Stunden-Rennen von Spa-Francorchamps. Beim 24-Stunden-Rennen von Le Mans fuhr er im Auto mit der Nummer 8 zusammen mit Sébastien Buemi und Kazuki Nakajima am 16./17. Juni 2018 den Gesamtsieg ein.
Im Weiteren gewann er zusammen mit seinem Team die 1000 Meilen von Sebring 2019, das 6-Stunden-Rennen von Spa-Francorchamps 2019 und die 24 Stunden von Le Mans 2019. Zusammen mit Buemi und Nakajima wurde Alonso Weltmeister der LMP-1-Kategorie der WEC-„Supersaison“ 2018/19. Nach dem 24-Stunden-Rennen von Le Mans am 15./16. Juni 2019 stieg er aus der Rennserie aus.
2020 nahm Alonso zusammen mit Rubens Barrichello, Olli Pahkala und Jarl Teien in seinem eigenen Team an dem virtuellen 24-Stunden-Rennen von Le Mans teil. Zusammen mit seinen Teamkollegen trat er in der LMP2-Klasse an. Durch ein technisches Problems des Rennsimulators rFactor 2 schied der Wagen des FA/RB-Teams aus. Während das Rennen aber das erste Mal durch die rote Flagge neutralisiert wurde, nahm die Rennleitung das Fahrzeug wieder in das Rennen auf, weil der Ausfall nicht auf das Team, sondern auf die Technik zurückzuführen war. Am Ende belegte Alonso mit seinen Teamkollegen den 17. Gesamtrang unter den insgesamt 50 teilnehmenden Teams.

### Rallye Dakar
Im Oktober 2019 kündigte Alonso an, dass er im kommenden Jahr mit Toyota Gazoo Racing an der Rallye Dakar teilnehmen werde. Sein Beifahrer sei der fünfmalige Rally-Dakar-Sieger der Motorradkategorie Marc Coma. Die Rallye beendete er an der 13. Stelle der Automobilwertung. Acht der zwölf Etappen belegte Alonso in den Top Ten, wobei er in der achten Etappe mit dem zweiten Platz sein bestes Etappenresultat erzielte.

### Sonstiges
- 2007 war er der zweite Fahrer nach Michael Schumacher, der in drei aufeinanderfolgenden Saisons jeweils mehr als 100 Punkte erzielte.
- Er ist der erfolgreichste Pilot des Renault-Teams, gewann beide Fahrertitel in der Formel-1-Geschichte des Teams. Zudem ist er mit 105 Starts der Fahrer mit den meisten Rennteilnahmen für den Rennstall.
- Er stand in den Saisons 2003 bis 2014, und damit in zwölf aufeinander folgenden Jahren, immer mindestens einmal auf dem Podium.
- Er hielt bis zum 16. August 2020 mit 83.808,342 km den Rekord der meisten gefahrenen Rennkilometer, der dann von Kimi Räikkönen überboten wurde. Nach dem Karriereende des Finnen führt er die Rangliste inzwischen wieder an. Mittlerweile ist Alonso der erste Rennfahrer mit über 100.000 Kilometern (Stand September 2023).[44]

## Persönliches
Fernando Alonso war von November 2006 bis Dezember 2011 mit Raquel del Rosario, der Sängerin der spanischen Band El Sueño de Morfeo, verheiratet. Von 2012 bis 2014 war das russische Model Dasha Kapustina seine Freundin, und von 2022 bis 2023 ist er mit der österreichischen Fernsehmoderatorin Andrea Schlager liiert gewesen.  Neben Spanisch spricht Alonso Italienisch, Französisch und Englisch.
Alonso wohnte zum Beginn seiner Karriere im britischen Oxford. Ende 2006 zog er nach Mont-sur-Rolle am Genfersee in den Kanton Waadt im französischsprachigen Teil der Schweiz. Nach seinem Wechsel zu Ferrari wohnte er 2010 in Lugano, Kanton Tessin, im italienischsprachigen Teil der Schweiz, um näher bei seinem Arbeitgeber zu sein. Von Lugano zum Ferrari-Werk in Maranello sind es nur ungefähr drei Autostunden. Nach einem Jahr in Lugano kehrte er jedoch 2011 in seine Heimatstadt Oviedo zurück. Er verzichtete damit auf steuerliche Vorteile, die ihm in der Schweiz zugutegekommen wären. 2016 wohnte er in Dubai.
Alonsos Manager ist Luis Garcia Abad, nachdem der Managementvertrag mit Flavio Briatore aufgelöst worden war.
Seit der Saison 2019 betreibt Alonso ein eigenes Junior-Team. In Zusammenarbeit mit Drivex, einem spanischen Rennstall, das von Pedro de la Rosa und Miguel Angel de Casto gegründet würde, trat dieses Team FA im Formula Renault Eurocup an.
Seit 2005 ist Alonso offizieller UNICEF-Botschafter Spaniens und engagiert sich für das UNICEF-Projekt „Erziehung zur Entwicklung durch Sport“, vor allem in Entwicklungsländern. Er gilt als Idealbesetzung für diesen Posten, da er bei Spaniens Jugend eine enorme Popularität genießt, als Synonym für Zuverlässigkeit und Arbeitseifer gilt und schon früher für sein Interesse an sozialen Fragen bekannt war.
Des Weiteren ist Alonso mit dem mehrmaligen Tour-de-France-Sieger Alberto Contador befreundet. Zudem war bereits die Gründung eines gemeinsamen Radsportteams mit ihm im Gespräch. Im Sommer 2013 wurden Pläne bekannt, dass Alonso das baskische Radsportteam Euskaltel Euskadi zur Saison 2014 übernehmen wolle. Dieser Plan scheiterte jedoch im September 2013.
Ein Hobby Alonsos sind Zaubertricks mit beispielsweise Spielkarten, mit denen er bereits mehrfach in Fernsehshows zu sehen war. Ein weiteres Hobby von ihm ist das Fußballspielen. Häufig nahm er unter anderem an Spielen der „Nazionali Piloti“ für einen guten Zweck teil. Er ist außerdem Ehrenmitglied bei seiner Lieblingsfußballmannschaft, dem spanischen Verein Real Madrid.
2011 lieh er in dem Animationsfilm Cars 2 der Pixar Animation Studios einer Figur seine Stimme.
Alonso ist 1,71 m groß. Wie es heißt, hat er den Spitznamen El Nano, ein in Asturien typisches Pseudonym für Fernando.

## Alonsomanía

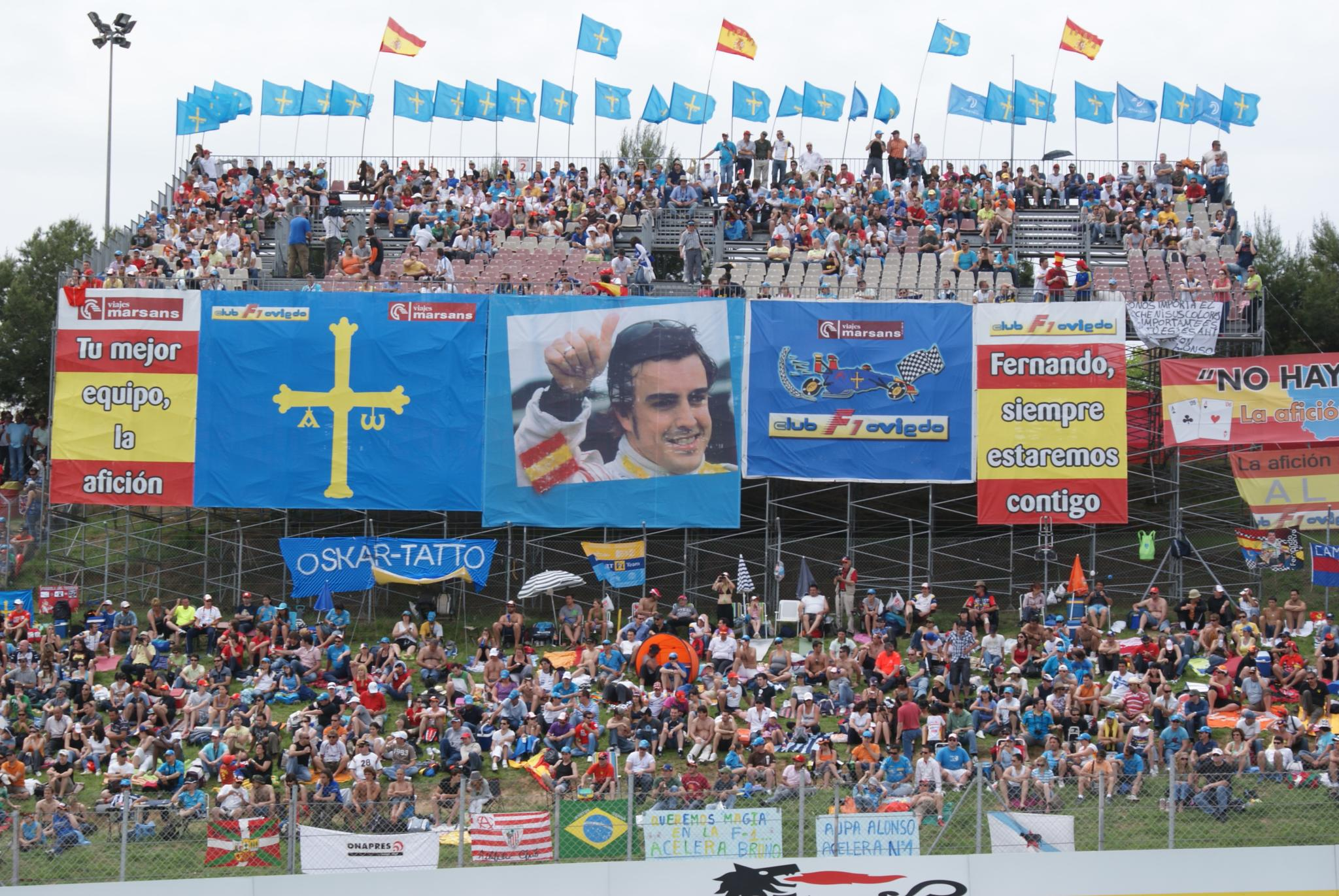
Alonsomanía beim GP von Spanien 2009

Alonsomanía ist ein Fan-Phänomen über Alonso. Nachdem er 2005 als erster Spanier regelmäßig in der Formel 1 gewonnen hatte, steigerte sich das Interesse an dieser Rennserie in Spanien beträchtlich, was durch deutlich höhere Einschaltquoten bei Formel-1-Rennen im Fernsehen erkennbar wurde. Als er am 25. September 2005 als erster Spanier die Weltmeisterschaft gewann, kam es in seiner Heimatstadt Oviedo zu großen Feierlichkeiten. Seine Fans, die sich als Alonsistas bezeichnen, sind an hellblau-gelben Farben zu erkennen. Es sind die Farben der asturischen Flagge und zufällig auch die Teamfarben des Mild Seven Renault F1 Teams der Jahre 2002 bis 2006. Nach seinem Triumph gab es in Oviedo eine Ausstellung, in der unter anderem Helme und Schuhe von Alonso sowie sein Rennauto zu sehen waren. Es kamen tausende Fans, um sich diese Ausstellung anzusehen. Seit seinem Wechsel zu Ferrari gibt es sogar Fanartikel des italienischen Traditionsrennstalls in asturischem Blau. 2011 wurde in seiner Heimatstadt ein Freizeitkomplex eröffnet, der aus einer 1,4 km langen Kartbahn, einem Museum, das sich mit seiner Karriere beschäftigt, und einem 2500 m² großen Verkehrssicherheitszentrum besteht.

## Statistik

### Karrierestationen
- 1984–1998: Kartsport
- 1999: Euro Open by Nissan (Meister)
- 2000: Formel 3000 (Platz 4)
- 2000: Formel 1 (Testfahrer)
- 2001: Formel 1 (Platz 23)
- 2002: Formel 1 (Testfahrer)
- 2003: Formel 1 (Platz 6)
- 2004: Formel 1 (Platz 4)
- 2005: Formel 1 (Weltmeister)
- 2006: Formel 1 (Weltmeister)
- 2007: Formel 1 (Platz 3)
- 2008: Formel 1 (Platz 5)
- 2009: Formel 1 (Platz 9)
- 2010: Formel 1 (Platz 2)
- 2011: Formel 1 (Platz 4)
- 2012: Formel 1 (Platz 2)
- 2013: Formel 1 (Platz 2)
- 2014: Formel 1 (Platz 6)
- 2015: Formel 1 (Platz 17)
- 2016: Formel 1 (Platz 10)
- 2017: Formel 1 (Platz 15)
- 2017: IndyCar Series (Platz 29)
- 2018: Formel 1 (Platz 11)
- 2018/19: WEC (Meister)
- 2019: IndyCar Series
- 2020: IndyCar Series (Platz 31)
- 2021: Formel 1 (Platz 10)
- 2022: Formel 1 (Platz 9)
- 2023: Formel 1 (Platz 4)
- 2024: Formel 1 (Platz 9)

### Statistik in der Formel-1-Weltmeisterschaft
Diese Statistik umfasst alle Teilnahmen des Fahrers an der Formel-1-Weltmeisterschaft.

#### Grand-Prix-Siege
- 2003:  Ungarn (Mogyoród)
- 2005:  Malaysia (Sepang)
- 2005:  Bahrain (Sakhir)
- 2005:  San Marino (Imola)
- 2005:  Europa (Nürburg)
- 2005:  Frankreich (Magny-Cours)
- 2005:  Deutschland (Hockenheim)
- 2005:  China (Shanghai)
- 2006:  Bahrain (Sakhir)
- 2006:  Australien (Melbourne)
- 2006:  Spanien (Barcelona)
- 2006:  Monaco (Monte Carlo)
- 2006:  Großbritannien (Silverstone)
- 2006:  Kanada (Montréal)
- 2006:  Japan (Suzuka)
- 2007:  Malaysia (Sepang)
- 2007:  Monaco (Monte Carlo)
- 2007:  Europa (Nürburg)
- 2007:  Italien (Monza)
- 2008:  Singapur (Singapur)
- 2008:  Japan (Fuji)
- 2010:  Bahrain (Sakhir)
- 2010:  Deutschland (Hockenheim)
- 2010:  Italien (Monza)
- 2010:  Singapur (Singapur)
- 2010:  Korea (Yeongam)
- 2011:  Großbritannien (Silverstone)
- 2012:  Malaysia (Sepang)
- 2012:  Europa (Valencia)
- 2012:  Deutschland (Hockenheim)
- 2013:  China (Shanghai)
- 2013:  Spanien (Barcelona)

#### Grand Prix nach Anzahl der Siege
(Stand: Großer Preis von Kanada, 9. Juni 2024)
|    | Grand Prix                      | Siege |
| -- | ------------------------------- | ----- |
| 1. | Bahrain (Sakhir)                | 3     |
|    | Deutschland (Hockenheim)        | 3     |
|    | Europa (Nürburg 2 / Valencia 1) | 3     |
|    | Malaysia (Sepang)               | 3     |
| 5. | China (Shanghai)                | 2     |
|    | Großbritannien (Silverstone)    | 2     |
|    | Italien (Monza)                 | 2     |
|    | Japan (Suzuka 1 / Fuji 1)       | 2     |
|    | Monaco (Monte Carlo)            | 2     |

|     | Grand Prix               | Siege |
| --- | ------------------------ | ----- |
|     | Singapur (Singapur)      | 2     |
|     | Spanien (Barcelona)      | 2     |
| 12. | Australien (Melbourne)   | 1     |
|     | Frankreich (Magny-Cours) | 1     |
|     | Kanada (Montréal)        | 1     |
|     | Korea (Yeongam)          | 1     |
|     | San Marino (Imola)       | 1     |
|     | Ungarn (Mogyoród)        | 1     |

fettgedruckte Werte = Rekordsieger auf dieser GP-Rennstrecke

#### Gesamtübersicht
(Stand: Großer Preis von Ungarn, 3. August 2025)
| Saison | Team                                  | Chassis              | Motor                      | Rennen | Siege | Zweiter | Dritter | Poles | schn. Rennrunden | Punkte | WM-Pos. |
| ------ | ------------------------------------- | -------------------- | -------------------------- | ------ | ----- | ------- | ------- | ----- | ---------------- | ------ | ------- |
| 2001   | European Minardi F1                   | Minardi PS01 / PS01B | European 3.0 V10           | 16     | –     | –       | –       | –     | –                | –      | 23.     |
| 2003   | Mild Seven Renault F1 Team            | Renault R23 / R23B   | Renault 3.0 V10            | 16     | 1     | 1       | 2       | 2     | 1                | 55     | 6.      |
| 2004   | Mild Seven Renault F1 Team            | Renault R24          | Renault 3.0 V10            | 18     | –     | 1       | 3       | 1     | –                | 59     | 4.      |
| 2005   | Mild Seven Renault F1 Team            | Renault R25          | Renault 3.0 V10            | 18     | 7     | 5       | 3       | 6     | 2                | 133    | 1.      |
| 2006   | Mild Seven Renault F1 Team            | Renault R26          | Renault 2.4 V8             | 18     | 7     | 7       | –       | 6     | 5                | 134    | 1.      |
| 2007   | Vodafone McLaren Mercedes             | McLaren MP4-22       | Mercedes 2.4 V8            | 17     | 4     | 4       | 4       | 2     | 3                | 109    | 3.      |
| 2008   | ING Renault F1 Team                   | Renault R28          | Renault 2.4 V8             | 18     | 2     | 1       | –       | –     | –                | 61     | 5.      |
| 2009   | ING Renault F1 Team                   | Renault R29          | Renault 2.4 V8             | 17     | –     | –       | 1       | 1     | 2                | 26     | 9.      |
| 2010   | Scuderia Ferrari Marlboro             | Ferrari F10          | Ferrari 2.4 V8             | 19     | 5     | 2       | 3       | 2     | 5                | 252    | 2.      |
| 2011   | Scuderia Ferrari Marlboro             | Ferrari 150º Italia  | Ferrari 2.4 V8             | 19     | 1     | 5       | 4       | –     | 1                | 257    | 4.      |
| 2012   | Scuderia Ferrari                      | Ferrari F2012        | Ferrari 2.4 V8             | 20     | 3     | 5       | 5       | 2     | –                | 278    | 2.      |
| 2013   | Scuderia Ferrari                      | Ferrari F138         | Ferrari 2.4 V8             | 19     | 2     | 5       | 2       | −     | 2                | 242    | 2.      |
| 2014   | Scuderia Ferrari                      | Ferrari F14 T        | Ferrari 1.6 V6 Turbo       | 19     | −     | 1       | 1       | −     | −                | 161    | 6.      |
| 2015   | McLaren Honda                         | McLaren MP4-30       | Honda 1.6 V6 Turbo         | 18     | −     | −       | −       | −     | −                | 11     | 17.     |
| 2016   | McLaren Honda                         | McLaren MP4-31       | Honda 1.6 V6 Turbo         | 20     | −     | −       | −       | −     | 1                | 54     | 10.     |
| 2017   | McLaren Honda                         | McLaren MCL32        | Honda 1.6 V6 Turbo         | 18     | −     | −       | −       | −     | 1                | 17     | 15.     |
| 2018   | McLaren F1 Team                       | McLaren MCL33        | Renault 1.6 V6 Turbo       | 21     | −     | −       | −       | −     | −                | 50     | 11.     |
| 2021   | Alpine F1 Team                        | Alpine A521          | Renault 1.6 V6 Turbo       | 22     | −     | −       | 1       | −     | −                | 81     | 10.     |
| 2022   | BWT Alpine F1 Team                    | Alpine A522          | Renault 1.6 V6 Turbo       | 22     | −     | −       | −       | −     | −                | 81     | 9.      |
| 2023   | Aston Martin Aramco Cognizant F1 Team | Aston Martin AMR23   | Mercedes-Benz 1.6 V6 Turbo | 22     | −     | 3       | 5       | −     | 1                | 206    | 4.      |
| 2024   | Aston Martin Aramco F1 Team           | Aston Martin AMR24   | Mercedes-Benz 1.6 V6 Turbo | 24     | −     | −       | −       | −     | 2                | 70     | 9.      |
| 2025   | Aston Martin Aramco F1 Team           | Aston Martin AMR25   | Mercedes-Benz 1.6 V6 Turbo | 14     | −     | −       | −       | −     | −                | 26     | 11.     |
| Gesamt | Gesamt                                | Gesamt               | Gesamt                     | 415    | 32    | 40      | 34      | 22    | 26               | 2363   |         |

#### Einzelergebnisse
| Saison | 1   | 2   | 3   | 4   | 5   | 6   | 7   | 8   | 9   | 10  | 11  | 12  | 13  | 14  | 15  | 16  | 17  | 18  | 19  | 20 | 21  | 22 | 23 | 24 |
| ------ | --- | --- | --- | --- | --- | --- | --- | --- | --- | --- | --- | --- | --- | --- | --- | --- | --- | --- | --- | -- | --- | -- | -- | -- |
| 2001   |     |     |     |     |     |     |     |     |     |     |     |     |     |     |     |     |     |     |     |    |     |    |    |    |
| 12     | 13  | DNF | DNF | 13  | DNF | DNF | DNF | 14  | 17* | 16  | 10  | DNF | DNS | 13  | DNF | 11  |     |     |     |    |     |    |    |    |
| 2003   |     |     |     |     |     |     |     |     |     |     |     |     |     |     |     |     |     |     |     |    |     |    |    |    |
| 7      | 3   | 3   | 6   | 2   | DNF | 5   | 4   | 4   | DNF | DNF | 4   | 1   | 8   | DNF | DNF |     |     |     |     |    |     |    |    |    |
| 2004   |     |     |     |     |     |     |     |     |     |     |     |     |     |     |     |     |     |     |     |    |     |    |    |    |
| 3      | 7   | 6   | 4   | 4   | DNF | 5   | DNF | DNF | 2   | 10  | 3   | 3   | DNF | DNF | 4   | 5   | 4   |     |     |    |     |    |    |    |
| 2005   |     |     |     |     |     |     |     |     |     |     |     |     |     |     |     |     |     |     |     |    |     |    |    |    |
| 3      | 1   | 1   | 1   | 2   | 4   | 1   | DNF | DNS | 1   | 2   | 1   | 11  | 2   | 2   | 2   | 3   | 3   | 1   |     |    |     |    |    |    |
| 2006   |     |     |     |     |     |     |     |     |     |     |     |     |     |     |     |     |     |     |     |    |     |    |    |    |
| 1      | 2   | 1   | 2   | 2   | 1   | 1   | 1   | 1   | 5   | 2   | 5   | DNF | 2   | DNF | 2   | 1   | 2   |     |     |    |     |    |    |    |
| 2007   |     |     |     |     |     |     |     |     |     |     |     |     |     |     |     |     |     |     |     |    |     |    |    |    |
| 2      | 1   | 5   | 3   | 1   | 7   | 2   | 7   | 2   | 1   | 4   | 3   | 1   | 3   | DNF | 2   | 3   |     |     |     |    |     |    |    |    |
| 2008   |     |     |     |     |     |     |     |     |     |     |     |     |     |     |     |     |     |     |     |    |     |    |    |    |
| 4      | 8   | 10  | DNF | 6   | 10  | DNF | 8   | 6   | 11  | 4   | DNF | 4   | 4   | 1   | 1   | 4   | 2   |     |     |    |     |    |    |    |
| 2009   |     |     |     |     |     |     |     |     |     |     |     |     |     |     |     |     |     |     |     |    |     |    |    |    |
| 5      | 11  | 9   | 8   | 5   | 7   | 10  | 14  | 7   | DNF | 6   | DNF | 5   | 3   | 10  | DNF | 14  |     |     |     |    |     |    |    |    |
| 2010   |     |     |     |     |     |     |     |     |     |     |     |     |     |     |     |     |     |     |     |    |     |    |    |    |
| 1      | 4   | 13* | 4   | 2   | 6   | 8   | 3   | 8   | 14  | 1   | 2   | DNF | 1   | 1   | 3   | 1   | 3   | 7   |     |    |     |    |    |    |
| 2011   |     |     |     |     |     |     |     |     |     |     |     |     |     |     |     |     |     |     |     |    |     |    |    |    |
| 4      | 6   | 7   | 3   | 5   | 2   | DNF | 2   | 1   | 2   | 3   | 4   | 3   | 4   | 2   | 5   | 3   | 2   | 4   |     |    |     |    |    |    |
| 2012   |     |     |     |     |     |     |     |     |     |     |     |     |     |     |     |     |     |     |     |    |     |    |    |    |
| 5      | 1   | 9   | 7   | 2   | 3   | 5   | 1   | 2   | 1   | 5   | DNF | 3   | 3   | DNF | 3   | 2   | 2   | 3   | 2   |    |     |    |    |    |
| 2013   |     |     |     |     |     |     |     |     |     |     |     |     |     |     |     |     |     |     |     |    |     |    |    |    |
| 2      | DNF | 1   | 8   | 1   | 7   | 2   | 3   | 4   | 5   | 2   | 2   | 2   | 6   | 4   | 11  | 5   | 5   | 3   |     |    |     |    |    |    |
| 2014   |     |     |     |     |     |     |     |     |     |     |     |     |     |     |     |     |     |     |     |    |     |    |    |    |
| 4      | 4   | 9   | 3   | 6   | 4   | 6   | 5   | 6   | 5   | 2   | 7   | DNF | 4   | DNF | 6   | 6   | 6   | 9   |     |    |     |    |    |    |
| 2015   |     |     |     |     |     |     |     |     |     |     |     |     |     |     |     |     |     |     |     |    |     |    |    |    |
| INJ    | DNF | 12  | 11  | DNF | DNF | DNF | DNF | 10  | 5   | 13  | 18* | DNF | 11  | 11  | 11  | DNF | 15  | 17  |     |    |     |    |    |    |
| 2016   |     |     |     |     |     |     |     |     |     |     |     |     |     |     |     |     |     |     |     |    |     |    |    |    |
| DNF    | INJ | 12  | 6   | DNF | 5   | 11  | DNF | 18* | 13  | 7   | 12  | 7   | 14  | 7   | 7   | 16  | 5   | 13  | 10  | 10 |     |    |    |    |
| 2017   |     |     |     |     |     |     |     |     |     |     |     |     |     |     |     |     |     |     |     |    |     |    |    |    |
| DNF    | DNF | 14* | DNS | 12  |     | DNF | 9   | DNF | DNF | 6   | DNF | 17* | DNF | 11  | 11  | DNF | 10  | 8   | 9   |    |     |    |    |    |
| 2018   |     |     |     |     |     |     |     |     |     |     |     |     |     |     |     |     |     |     |     |    |     |    |    |    |
| 5      | 7   | 7   | 7   | 8   | DNF | DNF | 16* | 8   | 8   | 16* | 8   | DNF | DNF | 7   | 14  | 14  | DNF | DNF | 17  | 11 |     |    |    |    |
| 2021   |     |     |     |     |     |     |     |     |     |     |     |     |     |     |     |     |     |     |     |    |     |    |    |    |
| DNF    | 10  | 8   | 17  | 13  | 6   | 8   | 9   | 10  | 7   | 4   | 11  | 6   | 8   | 6   | 16  | DNF | 9   | 9   | 3   | 13 | 8   |    |    |    |
| 2022   |     |     |     |     |     |     |     |     |     |     |     |     |     |     |     |     |     |     |     |    |     |    |    |    |
| 9      | DNF | 17  | DNF | 11  | 9   | 7   | 7   | 9   | 5   | 10  | 6   | 8   | 5   | 6   | DNF | DNF | 7   | 7   | 19* | 5  | DNF |    |    |    |
| 2023   |     |     |     |     |     |     |     |     |     |     |     |     |     |     |     |     |     |     |     |    |     |    |    |    |
| 3      | 3   | 3   | 46  | 3   | C   | 2   | 7   | 2   | 5   | 7   | 9   | 5   | 2   | 9   | 15  | 8   | 68  | DNF | DNF | 3  | 9   | 7  |    |    |
| 2024   |     |     |     |     |     |     |     |     |     |     |     |     |     |     |     |     |     |     |     |    |     |    |    |    |
| 9      | 5   | 8   | 6   | 7   | 9   | 19  | 11  | 6   | 12  | 18  | 8   | 11  | 8   | 10  | 11  | 6   | 8   | 13  | DNF | 14 | 11  | 7  | 9  |    |
| 2025   |     |     |     |     |     |     |     |     |     |     |     |     |     |     |     |     |     |     |     |    |     |    |    |    |
| DNF    | DNF | 11  | 15  | 11  | 15  | 11  | DNF | 9   | 7   | 7   | 9   | 17  | 5   |     |     |     |     |     |     |    |     |    |    |    |

| Legende  | Legende            | Legende                                                          |
| Farbe    | Abkürzung          | Bedeutung                                                        |
| -------- | ------------------ | ---------------------------------------------------------------- |
| Gold     | –                  | Sieg                                                             |
| Silber   | –                  | 2. Platz                                                         |
| Bronze   | –                  | 3. Platz                                                         |
| Grün     | –                  | Platzierung in den Punkten                                       |
| Blau     | –                  | Klassifiziert außerhalb der Punkteränge                          |
| Violett  | DNF                | Rennen nicht beendet (did not finish)                            |
| Violett  | NC                 | nicht klassifiziert (not classified)                             |
| Rot      | DNQ                | nicht qualifiziert (did not qualify)                             |
| Rot      | DNPQ               | in Vorqualifikation gescheitert (did not pre-qualify)            |
| Schwarz  | DSQ                | disqualifiziert (disqualified)                                   |
| Weiß     | DNS                | nicht am Start (did not start)                                   |
| Weiß     | WD                 | zurückgezogen (withdrawn)                                        |
| Hellblau | PO                 | nur am Training teilgenommen (practiced only)                    |
| Hellblau | TD                 | Freitags-Testfahrer (test driver)                                |
| ohne     | DNP                | nicht am Training teilgenommen (did not practice)                |
| ohne     | INJ                | verletzt oder krank (injured)                                    |
| ohne     | EX                 | ausgeschlossen (excluded)                                        |
| ohne     | DNA                | nicht erschienen (did not arrive)                                |
| ohne     | C                  | Rennen abgesagt (cancelled)                                      |
| ohne     | keine WM-Teilnahme |                                                                  |
| sonstige | P/fett             | Pole-Position                                                    |
| sonstige | 1/2/3/4/5/6/7/8    | Punktplatzierung im Sprint-/Qualifikationsrennen                 |
| sonstige | SR/kursiv          | Schnellste Rennrunde                                             |
| sonstige | *                  | nicht im Ziel, aufgrund der zurückgelegten Distanz aber gewertet |
| sonstige | ()                 | Streichresultate                                                 |
| sonstige | unterstrichen      | Führender in der Gesamtwertung                                   |

#### Rekorde
- meiste Grand-Prix-Teilnahmen: 407
- meiste Grand-Prix-Starts: 404
- meiste Zielankünfte: 324

### Einzelergebnisse in der IndyCar Series
| Jahr | Team                   | 1   | 2   | 3   | 4     | 5    | 6    | 7    | 8   | 9   | 10  | 11  | 12  | 13  | 14  | 15  | 16  | 17  | Punkte | Rang |
| ---- | ---------------------- | --- | --- | --- | ----- | ---- | ---- | ---- | --- | --- | --- | --- | --- | --- | --- | --- | --- | --- | ------ | ---- |
| 2017 | McLaren-Honda-Andretti | STP | LBH | ALA | PHO   | IMS  | INDY | DET  | DET | TXS | ROA | IOW | TOR | MDO | POC | STL | WGL | SNM | 47     | 29.  |
| 2017 | McLaren-Honda-Andretti |     |     |     | 24°5  |      |      |      |     |     |     |     |     |     |     |     |     |     | 47     | 29.  |
| 2019 | McLaren Racing         | STP | COA | ALA | LBH   | IMS  | INDY | DET  | DET | TXS | ROA | TOR | IOW | MDO | POC | STL | POR | LAG | –      | –    |
| 2019 | McLaren Racing         |     |     |     | DNQ34 |      |      |      |     |     |     |     |     |     |     |     |     |     | –      | –    |
| 2020 | Arrow McLaren SP       | TXS | IMS | ROA | ROA   | IOW  | IOW  | INDY | STL | STL | MDO | MDO | IMS | IMS | STP |     |     |     | 18     | 31   |
| 2020 | Arrow McLaren SP       |     |     |     |       | 2126 |      |      |     |     |     |     |     |     |     |     |     |     | 18     | 31   |

(Legende)

### Le-Mans-Ergebnisse
| Jahr | Team                | Fahrzeug            | Teamkollege     | Teamkollege     | Platzierung | Ausfallgrund |
| ---- | ------------------- | ------------------- | --------------- | --------------- | ----------- | ------------ |
| 2018 | Toyota Gazoo Racing | Toyota TS050 Hybrid | Kazuki Nakajima | Sébastien Buemi | Gesamtsieg  |              |
| 2019 | Toyota Gazoo Racing | Toyota TS050 Hybrid | Kazuki Nakajima | Sébastien Buemi | Gesamtsieg  |              |

### Einzelergebnisse in der FIA-Langstrecken-Weltmeisterschaft
| Saison  | Team   | Rennwagen           | 1   | 2   | 3   | 4   | 5   | 6   | 7   | 8   |
| ------- | ------ | ------------------- | --- | --- | --- | --- | --- | --- | --- | --- |
| 2018/19 | Toyota | Toyota TS050 Hybrid | SPA | LEM | SIL | FUJ | SHA | SEB | SPA | LEM |
| 2018/19 | Toyota | Toyota TS050 Hybrid | 1   | 1   | DNF | 2   | 2   | 1   | 1   | 1   |

### Rallye-Dakar-Ergebnisse
| Jahr | Team                | Fahrzeug     | Beifahrer | Gesamtzeit | Abstand zum Sieger | Platzierung | Ausfallgrund |
| ---- | ------------------- | ------------ | --------- | ---------- | ------------------ | ----------- | ------------ |
| 2020 | Toyota Gazoo Racing | Toyota Hilux | Marc Coma | 47:42:04 h | 4:42:47 h          | 13. Platz   |              |

### Auszeichnungen
- Gregor Grant Award: 2003[70]
- Lorenzo-Bandini-Trophäe: 2005[71]
- ASN-Trophäe („Bernie-Ecclestone-Preis“): 2005 gemeinsam mit Pedro de la Rosa
- International Racing Driver of the Year: 2006[70]
- DHL Fastest Lap Trophy: 2010[72]
- Fahrer der Saison: 2010,[73] 2012[74]
- Johnny Wakefield Trophy: 2010[75], 2011[76]
- Orden des Sterns von Italien (Komtur): 2013[77]
- Indianapolis 500 Rookie of the Year Award (2017)

### Ehrungen
- Prinz-von-Asturien-Preis: 2005 in der Kategorie Sport
- Ehrenlegionär Spaniens[78]
- Internationaler Sportpreis: 2011[79]
- Goldenes Abzeichen des „Real Automóvil Club“ Spaniens: 2012[80]
- Ehrenmitgliedschaft bei Real Madrid: 2012[81]
- Ehrenbotschafter der Marca España: 2013[82]
- In seiner Heimatstadt Oviedo wurde mit der „Calle Fernando Alonso Díaz“ eine Straße nach ihm benannt.[83]